# Grote nutteloze werken

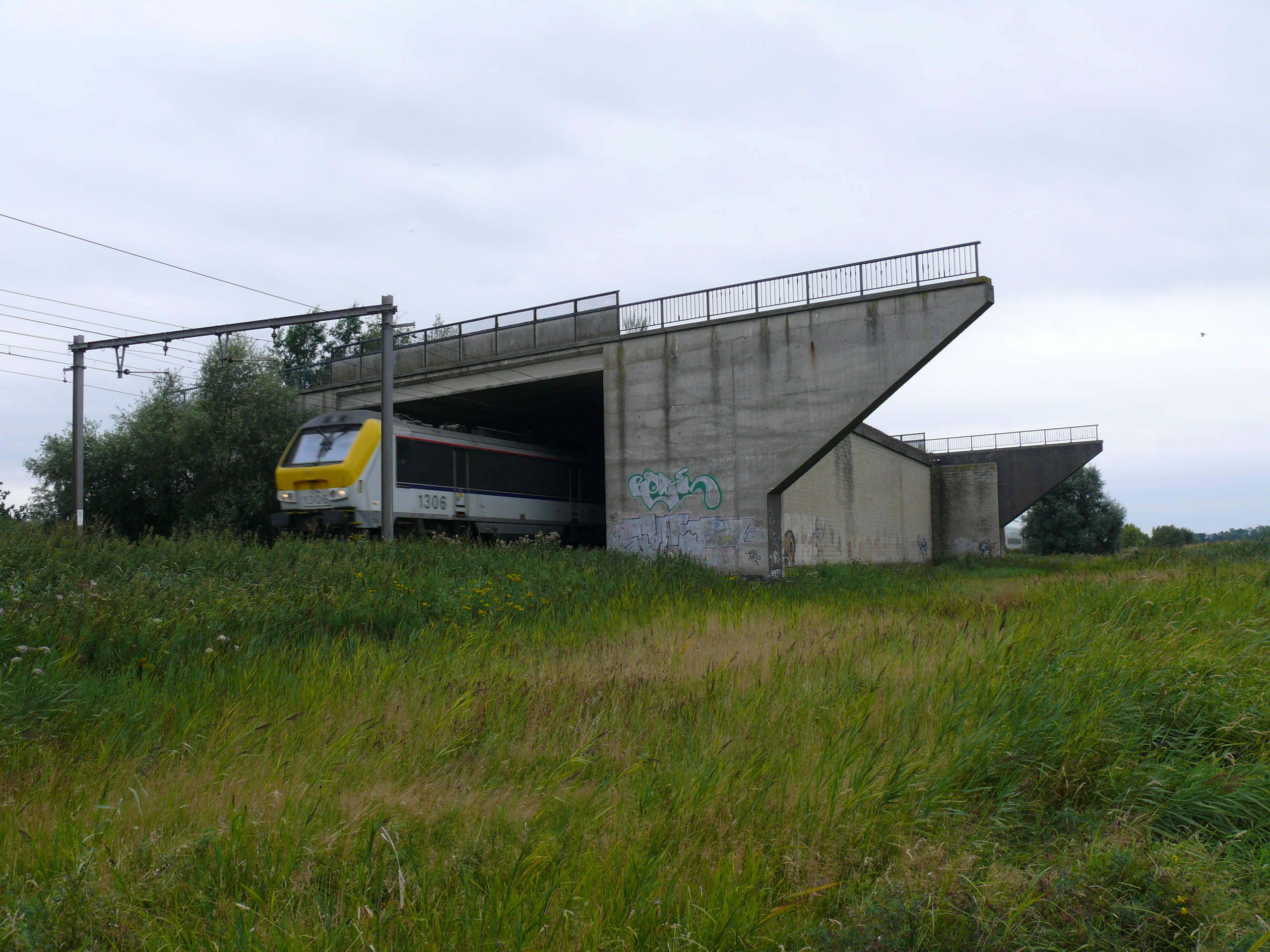
Nooit gebruikte spoorwegbrug te Varsenare, gebouwd voor de nooit aangelegde westelijke tak naast Brugge van de A17. Afgebroken in oktober 2011.

Grote nutteloze werken is de Belgisch-Nederlandse benaming voor ongebruikte of onafgewerkte grootschalige openbare projecten. De Engelse term hiervoor is white elephant (witte olifant). De term Grote nutteloze werken is een vertaling van de Franse term grands travaux inutiles, soms afgekort tot GTI.
De term grands travaux inutiles raakte bekend door Belgische journalist Jean-Claude Defossé, die in de zomer van 1986 in de Vlaamse krant De Morgen gelezen had over de smeerpijp Limburg-Antwerpen. Over deze mislukte investering maakte hij een reportage voor het televisiejournaal van de Belgische Franstalige openbare omroep RTBF. Op 15 oktober 1986 bracht Defossé in het RTBF-informatiemagazine C’est à voir een televisiereportage over grote nutteloze werken uit: Les bâtisseurs d’ans pires ('de bouwers uit de ergste jaren', maar tevens een woordspeling op "les bâtisseurs d’empires", "de bouwers van imperia"). In 1990 publiceerde Defossé een boek, Le Petit Guide des Grands Travaux Inutiles, en in 1991 verzorgde hij gedurende 9 maanden op televisie het Journal des Travaux Inutiles (afgekort JTI). Met de reportages en het boek verwierf ook de term snel bekendheid in heel het land. Overzichten van grote blunders bij openbare investeringen duiken in de Belgische media sindsdien regelmatig op.
In België heeft de problematiek van grote nutteloze werken haar wortels enerzijds in de wafelijzerpolitiek, een informele bestuurspraktijk waarbij de gelijke behandeling van regio's voorrang kreeg boven het nut van de investering. Anderzijds zijn vele werken ook toe te schrijven aan het nobele streven van ingenieurs om in lopende projecten alvast rekening te houden met toekomstige projecten, zodat die gemakkelijker konden worden gerealiseerd.
De onafgewerkte GTI's zijn vaak terug te voeren op deze laatste oorzaak. De GTI's met beperkt nut zijn terug te voeren op de wafelijzerpolitiek. Aan deze praktijk is sinds de regionalisering van Openbare Werken naar de gewesten een einde gekomen, al vormde de hiermee gepaard gaande budgetherschikking een nieuwe oorzaak voor het stopzetten van lopende projecten. Een voorbeeld hiervan is de noordelijke tak van de Antwerpse premetro.

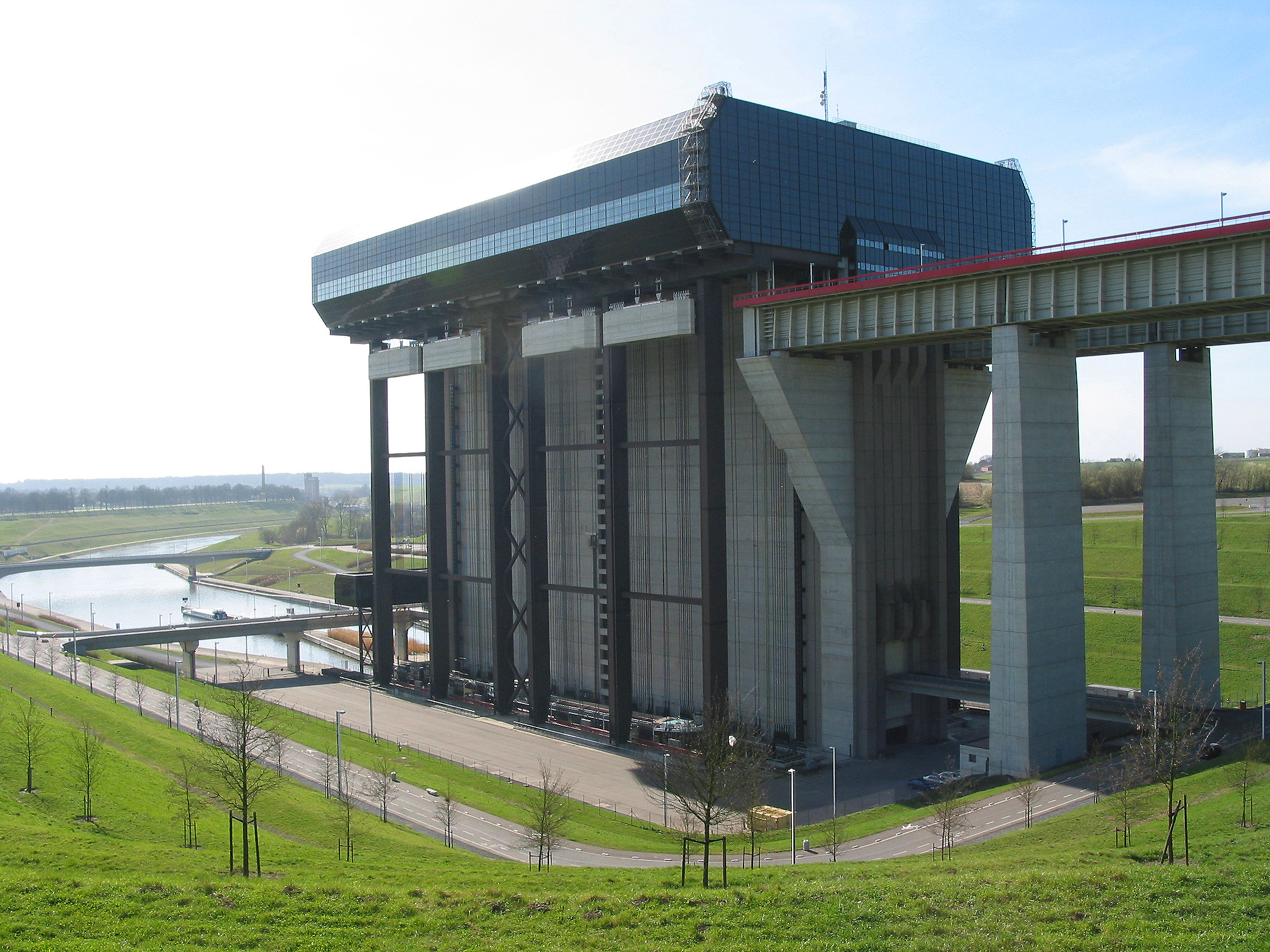
De Scheepslift van Strépy-Thieu werd voltooid na de sluiting van de steenkoolmijnen en had daarmee haar voornaamste taak verloren alvorens ze opgeleverd kon worden. Desondanks vertienvoudigde de hoeveelheid vervoerde goederen over het kanaal na de ingebruikname van de scheepslift

De term wordt in overdrachtelijke zin ook wel gebruikt voor bouwwerken die wel in gebruik zijn genomen, maar waarvan het nut niet of nauwelijks bewezen is. Het nutteloze karakter van een aantal Grands Travaux Inutiles wordt betwist, niet enkel door de overheden die ze gebouwd hebben, maar voor wat België betreft ook door de taalgemeenschappen. Voorbeelden hiervan zijn het Hellend vlak van Ronquières op het Kanaal Charleroi-Brussel, en de Scheepslift van Strépy-Thieu op het Centrumkanaal. Aanvankelijk stonden de investeringen niet in verhouding tot het verkeer op deze kanalen, maar de laatste jaren is een duidelijke toename van het aantal schepen en de tonnage merkbaar, zodat thans enig nut moeilijk ontkend kan worden.

## Belgische GTI's

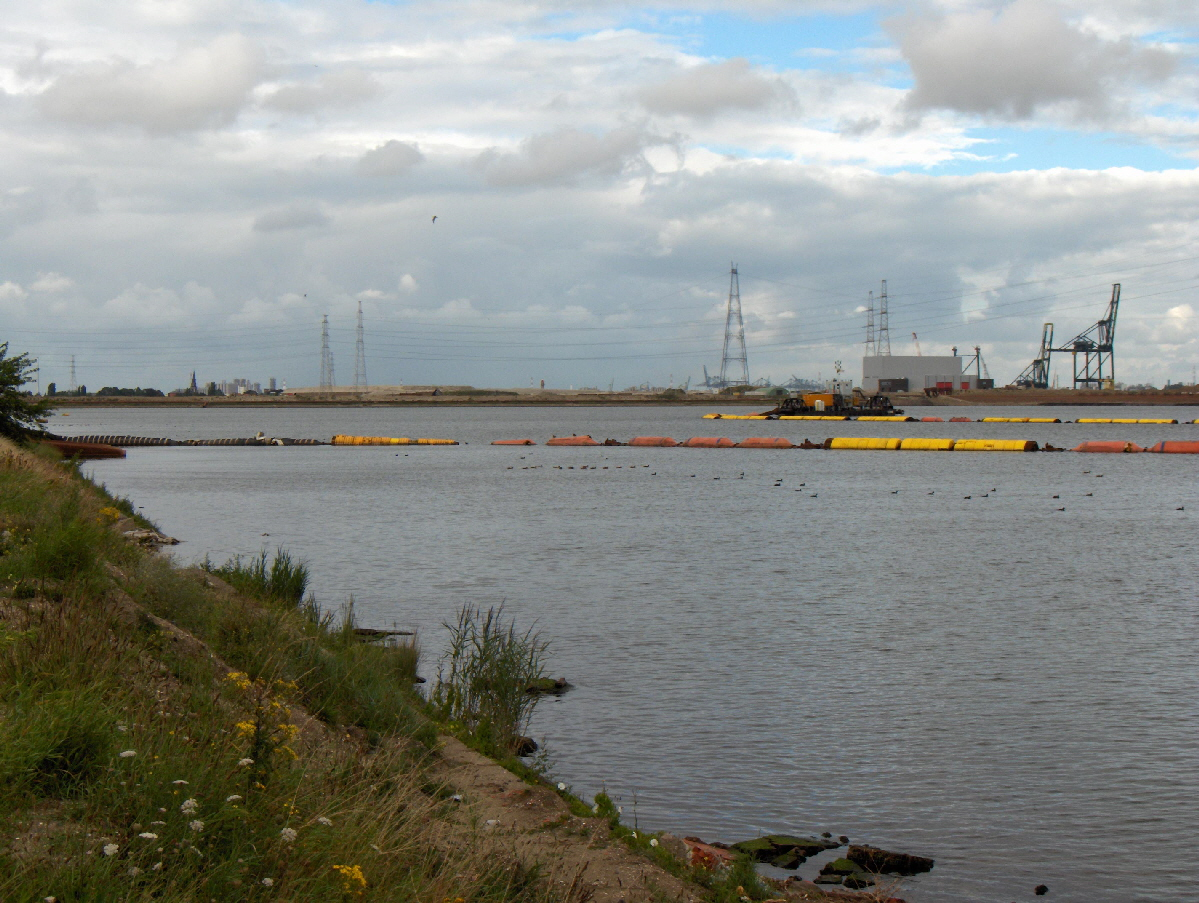
Het nooit gebruikte Doeldok in de haven van Antwerpen

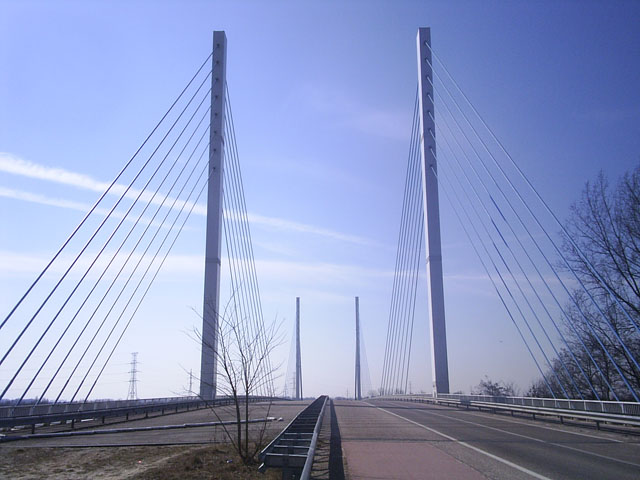
Tuibrug bij Godsheide – geplande vierstrooksweg erover nooit aangelegd

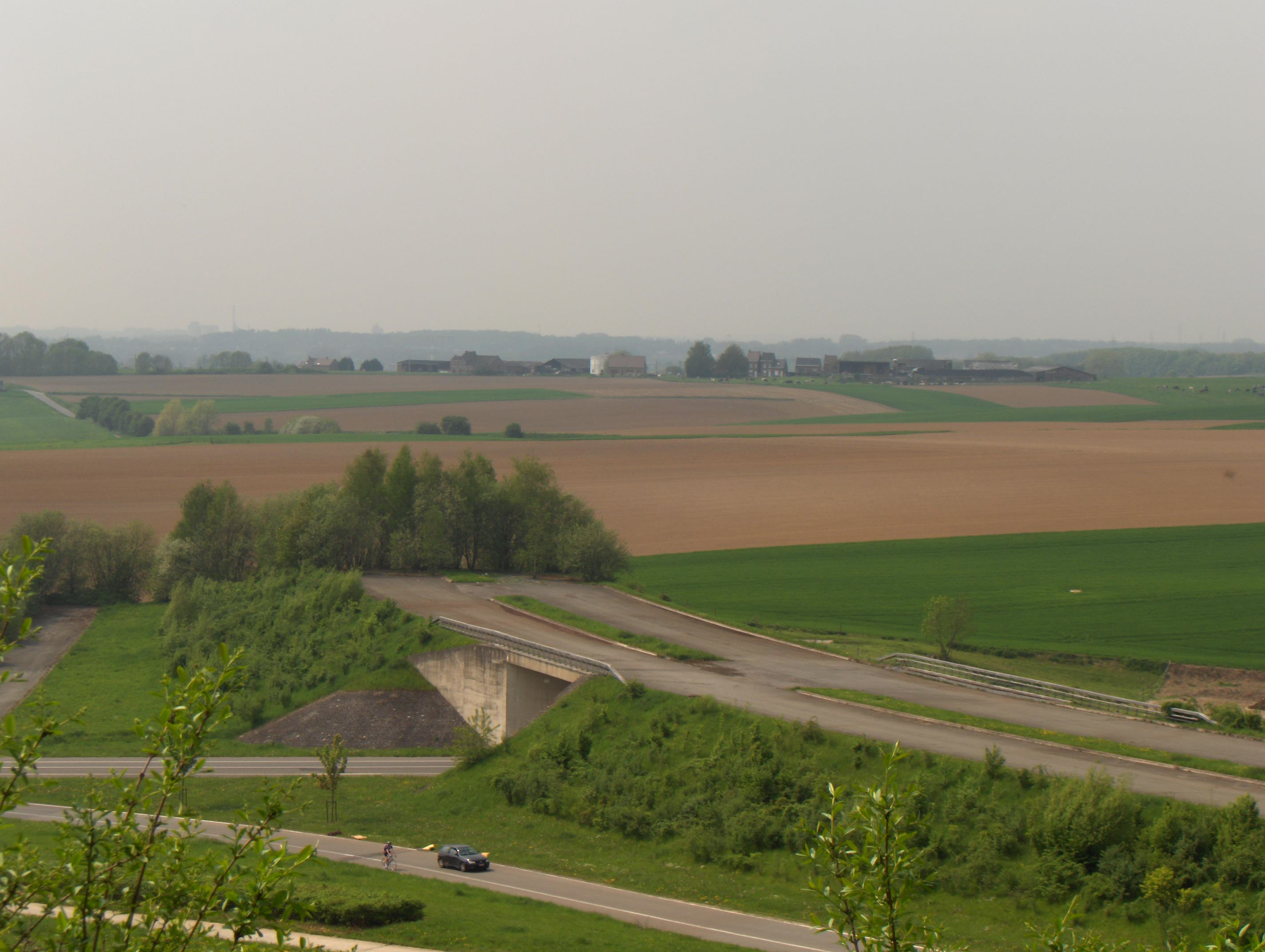
Brug voor een nooit voltooide weg met vier rijstroken in Strépy-Bracquegnies

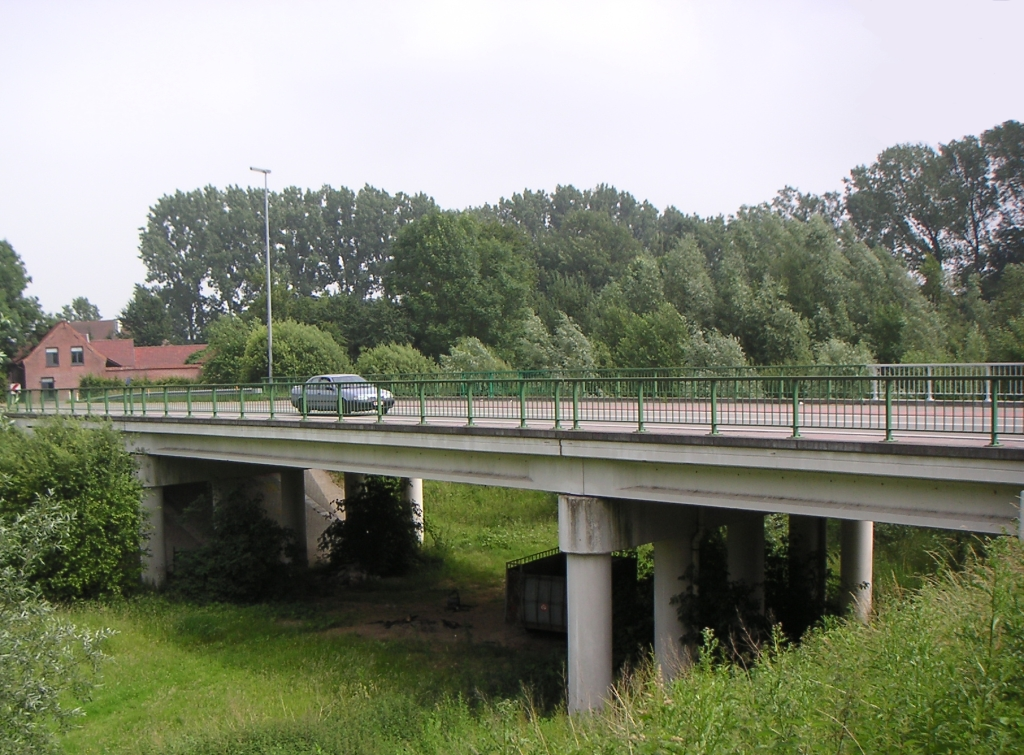
Brug te Herzele voorzien op het nieuwe maar niet-aangelegde N42-tracé

### Functioneert niet (of niet afgebouwd)

#### Spoorwerken
- 1,4 kilometer dubbele premetrotunnels in ruwbouw in Antwerpen onder de Kerkstraat en Pothoekstraat, gebouwd tussen 1977 en 1986. Ook 7 premetrostations verspreid over het netwerk zijn nog niet in gebruik genomen. Er zijn vergevorderde plannen om dit laatste stuk tunnels samen met 4 van de stations alsnog in gebruik te nemen. De overige 3 stations hebben voorlopig nog geen uitzicht op ingebruikname. Daarnaast hebben grote stukken van het premetronet jarenlang ook bekend gestaan als GTI, maar zijn ze uiteindelijk wel in gebruik genomen. In het boek van Defossé wordt beweerd dat er plannen hebben bestaan om een champignonkwekerij in te richten in de ongebruikte tunnels maar die stelling is gecontesteerd.
- Eén lijn van de Métro Léger de Charleroi werd deels in afgewerkte staat en deels in ruwbouw afgewerkt, maar nooit in gebruik genomen buiten voor de opleiding van bestuurders. Ondertussen zijn de werken bezig om de hele lijn alsnog in gebruik te nemen. Ook de rest van het netwerk heeft lange tijd onafgewerkt gebleven, maar is intussen in gebruik. Het nut ervan is echter nog steeds beperkt, doordat de enorme bevolkingsgroei waarvoor het netwerk gebouwd werd nooit voltrokken is, en grote delen van het netwerk nooit gebouwd zijn.
- In Brussel ligt op Metrolijn 2 het spookstation Sainctelette. Dit is nooit in gebruik genomen door de geringe afstand tot de aangrenzende stations. Het is zichtbaar vanuit de metrotreinen. Op de treinaankondigers in de andere stations is de locatie van het station ook aangeduid, zonder naam. Verschillende andere Brusselse metrostations zoals Anneessens, Louiza en Kruidtuin, hebben ongebruikte niveaus in ruwbouw.
- In Luik ligt 750 meter metrotunnel onder de Quai Saint-Léonard voor een nooit gebouwde metrolijn.[2]

#### Wegwerken
- De A19-brug in Sint-Jan bij Ieper: In Sint-Jan vlak bij Ieper stopt de snelweg abrupt op een ongebruikt viaduct. Het was de bedoeling om de A19 Kortrijk-Ieper door te trekken tot aan de E40 in Veurne, maar in 2005 besliste de Vlaamse regering (Regering-Leterme I) dat die verlenging er niet komt, en in 2012 werd de reservatiestrook die hiervoor voorzien was geschrapt. De regering wilde de A19 niet doortrekken omdat die het historisch slagveld van Pilkem Ridge zou doorkruisen. Duizenden Britten die sneuvelden tijdens de Eerste Wereldoorlog liggen er nog in de klei. In plaats daarvan werd er gekozen om de N8 Ieper-Veurne op te waarderen tot 3 rijstroken met hier en daar een bypass. De brug past niet in de plannen om de A19 op de N38 aan te sluiten en zou dus worden afgebroken. Dit is echter nog niet gebeurd, onder meer doordat er een nieuwe studie opgestart is om een doortrekking toch opnieuw te onderzoeken.
- In Harelbeke is de Ring rond Kortrijk (R8) nooit afgewerkt wegens geldgebrek. Hierdoor staat er tot vandaag een deels doodlopende brug over de Leie. Het verkeer gebruikt er enkel de buitenzijde van de brug die als op- en afrit voorzien was, terwijl het centrale gedeelte dat voorzien was op 2x2 rijstroken er ongebruikt bijligt en doodloopt waar een verdere doortrekking van het viaduct gepland was.
- Iets ten noorden hiervan ligt op de R8 eveneens een 1,5 kilometer lang grondlichaam voor een doortrekking van de R8 als ongelijkvloerse snelweg. De wegverbinding erop werd nog niet gerealiseerd, en het verkeer gebruikt de origineel voorziene parallelbanen ernaast op gelijkgronds niveau.
- Begin jaren 80 werden bij Autelbas aan weerszijden van de A4 twee bruggenhoofden gebouwd die hadden moeten dienen als steunpunten voor een wegbrug voor de 10 kilometer lange A28. Over een afstand van 1,5 kilometer werd ook reeds een grondlichaam voor deze snelweg aangelegd. Van de snelweg tussen Aarlen en Athus zijn uiteindelijk maar de drie zuidelijkste kilometers daadwerkelijk aangelegd waardoor er geen aansluiting is met de A4 en de bruggenhoofden en het grondlichaam er werkloos bijliggen.
- Een brug voor een weg met vier rijstroken in Strépy-Bracquegnies.[3] De vierstrooksweg moest als omleidingsweg ten noorden van Thieu het centrum ontlasten, maar de weg is nooit verder aangelegd.
- Parallel met de N60 en de opgeheven spoorlijn 86 tussen Ronse en Leuze-en-Hainaut ligt ter hoogte van Anvaing over een afstand van 700 meter een niet aangesloten en compleet overwoekerd stuk autoweg met 2x2 rijstroken en een op- en afrit aan één zijde. Een brug van deze weg over de op- en afrit alsook een ondertunneling voor de eveneens in onbruik geraakte spoorlijn die door de weg schuin gekruist zou worden zijn aanwezig. De weg was bedoeld als opwaardering van de huidige N60, die ten noorden van Ronse en nét ten zuiden van dit ongebruikte stuk over 2x2 rijstroken beschikt.
- Op de N36 te Harelbeke ligt een brug over de Leie die voorzien was op 2×2 rijstroken. Op deze plaats is de weg echter slechts met twee rijstroken aangelegd en ligt de noordelijke brughelft er nagenoeg werkloos bij, op een fietspad na.[4]
- De N41 die bedoeld was als verbinding tussen de A11 en de E40 (ter hoogte van Aalst) werd nooit volledig afgewerkt. Het gedeelte tussen de A11 en de R42 (ring Sint-Niklaas) werd nooit gerealiseerd, evenals een groot deel tussen Aalst en Dendermonde. De N41 werd tussen Sint-Niklaas en Lebbeke wel gedeeltelijk afgewerkt. De N41 was echter over de gehele lengte voorzien op 2×2 rijstroken terwijl hij uiteindelijk met slechts twee rijstroken aangelegd werd. In het reeds gerealiseerde gedeelte zijn zes bruggen voorzien op 2×2 rijstroken, waarvan slechts de helft wordt gebruikt.
- In het kader van een wegverbinding tussen Hasselt en Genk werd een brug gebouwd voor spoorlijn 21C, gelegen in Genk net ten zuiden van de kruising van de spoorlijn met de N75. De wegverbinding werd niet verder aangelegd vanwege de impact op natuurgebied De Maten, waardoor de spoorbrug erover nog steeds geen functie heeft. Ondertussen wordt onder de brug wel een nieuw tracé voor de fietssnelweg F701 tussen Hasselt en Genk gepland. Overigens zou dezelfde wegverbinding verderop over de eveneens lange tijd als GTI geclassificeerde tuibrug in Godsheide lopen, doch heeft deze laatste ondertussen wel een alternatieve invulling gekregen.
- In 1995 werd een brug gebouwd op de Schipstraat in Sint-Lievens-Esse over een gepland nieuw tracé van de N42. Door protest is deze nieuwe wegverbinding nog niet aangelegd en heeft de brug zijn functie nog steeds niet kunnen vervullen. De aanleg van de weg eronder wordt ondertussen wel concreet gepland.

#### Waterwerken
- Het kanaal Ieper-Komen: de bedoeling was om de IJzer via Ieper te verbinden met de Leie. Hiervoor diende men te Hollebeke een kanaaltunnel aan te leggen. De werken werden gestart in 1864. De aanleg van de tunnel bleek echter na diverse pogingen onmogelijk te zijn door de slechte ondergrond. Daarom werd in 1910 afgezien van de bouw van een tunnel en besloot men een diepe sleuf te graven. Ook dit bleek onmogelijk: de ondergrond was van dien aard dat het kanaal niet stabiel was. Toen in 1913 de Sint-Elooisbrug instortte na grondverschuivingen besloot men het gedeelte tussen Komen en de Leie niet af te werken; het kanaal stopt nu te Ieper.
- Het Ourthekanaal: de bedoeling van dit kanaal was om de Maas te Luik te verbinden met de Moezel te Wasserbillig. De Nederlandse koning Willem I ving aan met de bouw in 1827. Vanwege de Belgische en Luxemburgse onafhankelijkheid in 1830 en 1839 veranderde de politieke situatie. Op dat moment was men juist bezig met de aanleg van een tunnel te Bernistap, de tunnel zou 2500 m lang worden, maar de bouw ervan werd gestaakt. De lengte van de tunnel bedroeg toen (en nu nog steeds) 1130 m. Het kanaal vindt zijn einde nu dus in de tunnel van Bernistap en werd nooit verder afgewerkt.

### Functioneert wel, maar het nut is niet of nauwelijks bewezen
- De Métro Léger de Charleroi is na een periode als onafgewerkte GTI uiteindelijk grotendeels wel in gebruik genomen. Een laatste ongebruikt stuk wordt nu afgewerkt zodat het ook in exploitatie kan komen. Het netwerk is echter zeer zwaar overgedimensioneerd, waarbij de grootschalige metro-infrastructuur met stations van meer dan 100 meter lang slechts bediend wordt door infrequente trams van slechts 21 meter lang. Bovendien ligt veel van de infrastructuur in gebieden die beperkt ontwikkeld zijn of waar de trams ook gelijkgronds ruim voldoende plaats zouden hebben voor een kwaliteitsvolle dienst. De reden voor deze overgedimensioneerde infrastructuur is dat het netwerk gebouwd is met een aanzienlijke bevolkingsgroei in het vooruitzicht, die er echter door het ineenstorten van de staalindustrie en de economische malaise die daaruit volgde nooit gekomen is. Daarnaast is het ook een gevolg van de wafelijzerpolitiek, waarbij investeringen in Vlaanderen een equivalente investering in Wallonië kregen, soms zonder dat er een grondig onderbouwde noodzaak voor was.
- De als expressweg met 2x2 rijstroken aangelegde N718 werd gepland als een grote omleidingsweg rond Sint-Truiden voor een oost-westverbinding in het zuiden van Limburg van Tienen tot voorbij Tongeren. Het reeds aangelegde deel is slechts ongeveer 3,5 kilometer lang en verbindt slechts twee wegen van lokaal belang (N722 en N759) met de expressweg N80. Daarbij vormt het niet eens een halve ring rond de stad waardoor het nut van de weg zeer beperkt is, en zeker de vormgeving als expressweg geen meerwaarde biedt. Over de N722 ligt daarbij ook een brede brug met op- en afrittencomplex die eveneens weinig meerwaarde heeft.

### Functioneerde niet maar heeft nu een nieuwe nuttige bestemming

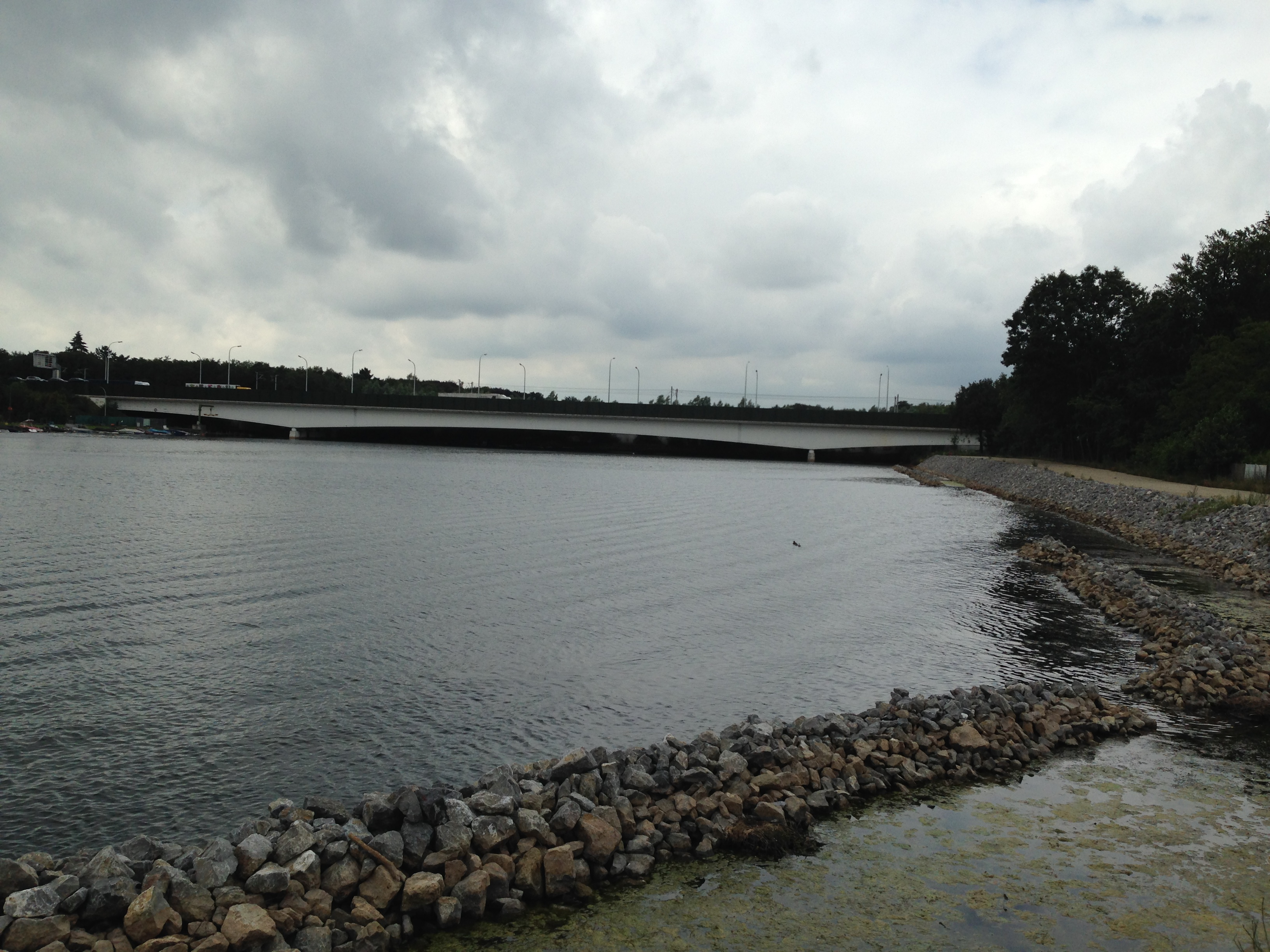
E-10 plas

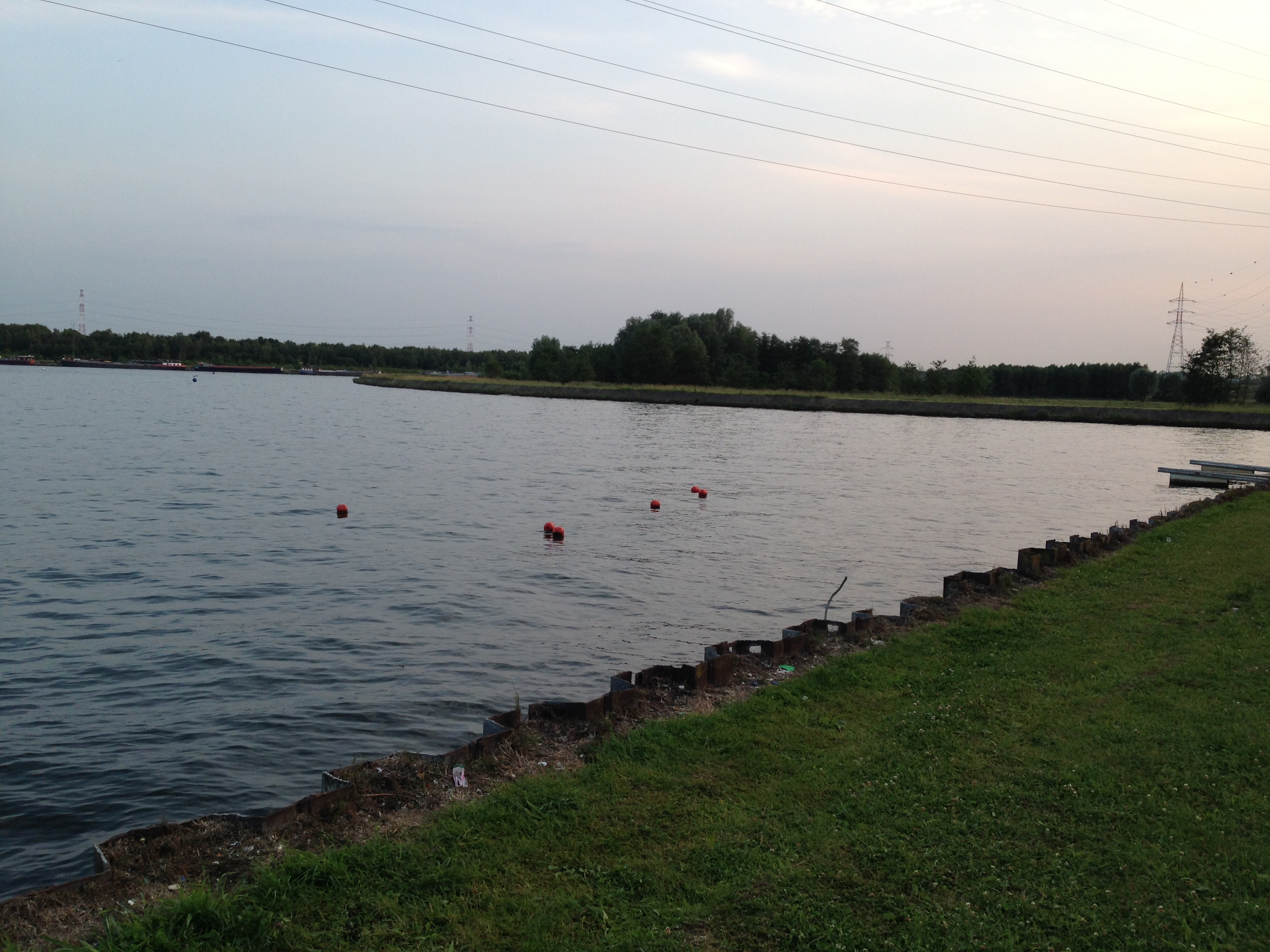
Inham Albertkanaal ter hoogte van Oelegem. Startpunt van ongerealiseerd duwvaartkanaal Oelegem-Zandvliet.

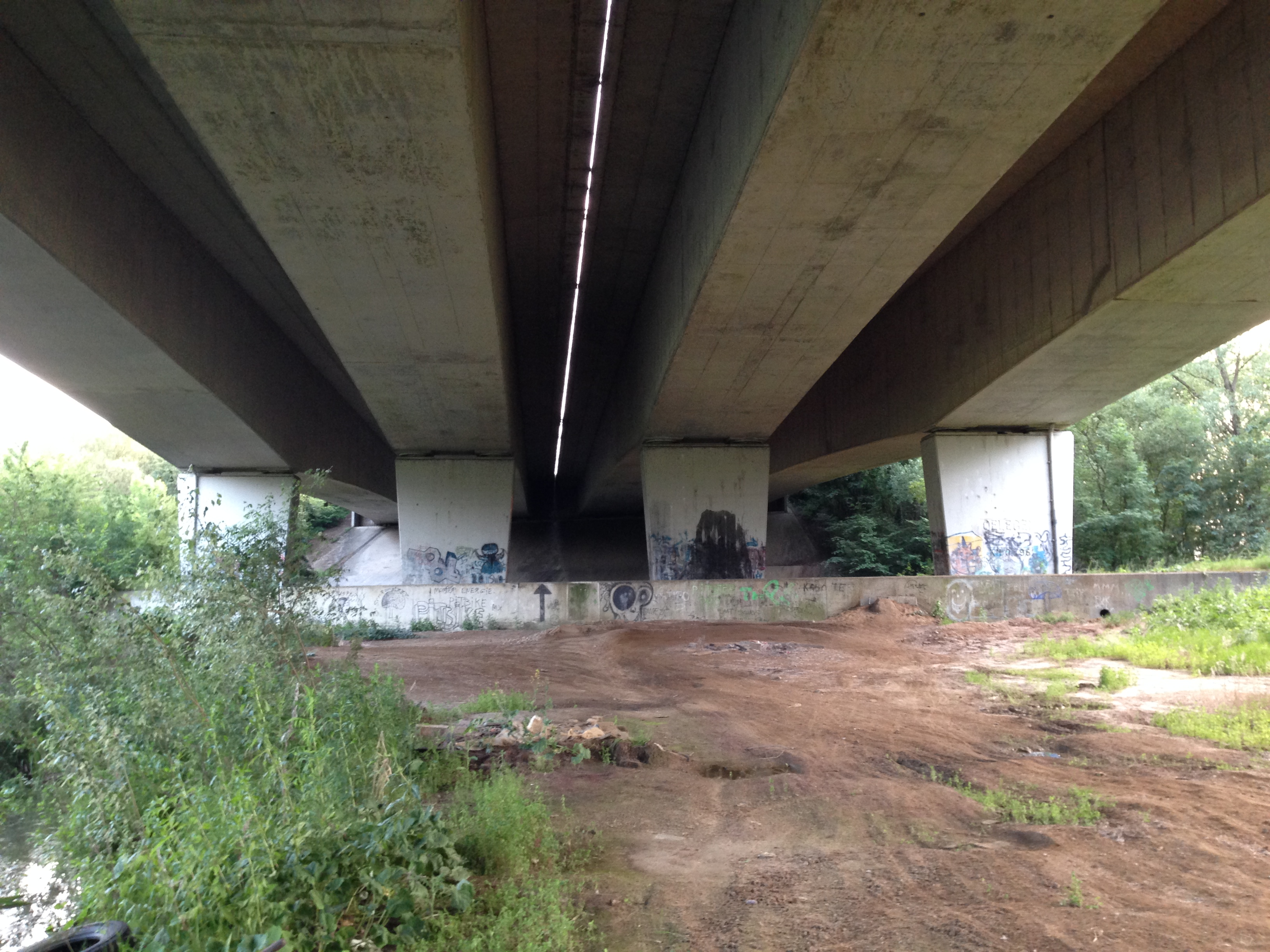
Brug E34 ter hoogte van afrit Oelegem, aangelegd als viaduct over ongerealiseerd duwvaartkanaal Oelegem-Zandvliet

- Van het duwvaartkanaal dat het Albertkanaal met het Schelde-Rijnkanaal moest verbinden zonder door de drukke Antwerpse haven te moeten passeren zijn slechts op drie plaatsen kleine onderdelen gerealiseerd, de eigenlijke aanleg van het kanaal ging niet door onder druk van milieugroeperingen:
  - Bij Sint-Job-in-'t-Goor is een klein stukje kanaal aangelegd. Met de aanleg van de E10-snelweg (thans de E19) werden meteen de nodige graafwerken gedaan en een brug over het toekomstige kanaal gebouwd. Het stuk kanaal dat uitgegraven werd staat nu bekend als de E10-plas. De ene helft is watersportgebied, de andere helft is natuurgebied. Deze zijn van elkaar gescheiden door de bedding van de HSL tussen Antwerpen en Nederland. De snelwegbrug die er parallel naast ligt heeft nu dus geen functie meer, de plas zelf heeft wel een zinvolle invulling gekregen.
  - Ook in Oelegem werd dit soort werken uitgevoerd. Een zwaaikom als aftakking voor het Albertkanaal werd uitgegraven, en net ten noorden daarvan werd een nu dus nutteloze brug gebouwd als onderdeel van de E34. Eerst was er sprake van om de zwaaikom te dempen en in gebruik te nemen als industrieterrein, maar ondertussen is het de bedoeling om em om te vormen tot drinkwaterreservoir.
  - Tot slot werd ook in het uiterste noorden van de Haven van Antwerpen een zwaaikom aangelegd als aansluiting op het Schelde-Rijnkanaal. Deze uitstulping wordt op dit moment verder vergroot, zodat het ingezet kan worden als wachtdok voor binnenschepen en aldus een nuttige bestemming krijgt.
- De snelweg A1 (E19) is voorzien op de aanleg van een supersnelweg op de middenstrook die Brussel direct met Antwerpen moest verbinden, met enkel een op- en afrit in Mechelen. De middenberm is daardoor bijzonder breed (circa 40 m). Deze supersnelweg werd nooit gerealiseerd, wat tot vele hectare nutteloos onteigende grond leidde en tal van nodeloos brede bruggen en een slechts gedeeltelijk gebruikte verkeerswisselaar in Mechelen. In 1997 werd deze vrije middenstrook gebruikt voor de aanleg van het Witte Kinderbos (ter nagedachtenis van vermoorde en in het verkeer omgekomen kinderen). Dankzij deze brede middenberm kon er tussen het knooppunt Machelen en de bestaande spoorlijn Brussel-Antwerpen (ter hoogte van Zemst) een snelle spoorverbinding worden aangelegd die deel uitmaakt van het Diaboloproject dat in 2012 gerealiseerd werd. Deze nieuwe spoorlijn verbindt de nationale luchthaven Brussels Airport met Antwerpen en Mechelen en doet ook dienst als snelle spoorroute voor hogesnelheidstreinen tussen Antwerpen en Brussel.
- Het knooppunt Machelen was naast een aansluiting van de E19 richting Antwerpen op de R0 ook voorzien op een verdere doortrekking van de E19 richting Brussel, maar die stad gaf daar geen toestemming voor. Lange tijd lagen de aansluitingen richting Brussel er daardoor verlaten bij. Echter is de brug doorheen het knooppunt voor de doorgaande E19 uiteindelijk in gebruik genomen voor de spoorlijn 25N in het kader van het eerder aangehaalde Diaboloproject. De andere aansluitingen zijn sinds 2023 ook alsnog in gebruik genomen als afrit van de R0 richting de Woluwelaan (R22).
- De smeerpijp langs het Albertkanaal. Een pijpleiding van 5 miljard frank, bedoeld om vervuild water uit Belgisch-Limburg (vooral van Tessenderlo Chemie) naar de Schelde te transporteren. Door constructiefouten heeft deze leiding nooit als zodanig gefunctioneerd. In de jaren negentig is de leiding omgebouwd voor het transport van drinkwater.
- De Spuikom van Oostende werd in het begin van de 20e eeuw aangelegd. Bij voltooiing bleek de werking bij laag water schade aan te richten aan de kademuren. Sinds tientallen jaren wordt de spuikom gebruikt voor watersport.
- Een voertuigentunnel in Antwerpen onder de Fr. Rooseveltplaats en de Teniersplaats. Deze in de jaren 70 samen met premetrostation Opera gebouwde wegtunnel werd nooit als dusdanig in gebruik worden genomen, tot hij in 2020 een alternatieve bestemming kreeg als deel van een ondergrondse parking. In afwachting van de afwerking van deze tunnel werd een 'voorlopige' metalen brug gebouwd op dezelfde locatie, maar deze werd in augustus 2006 na meer dan 30 jaar uiteindelijk afgebroken. De tunnel werd uiteindelijk niet in gebruik genomen omdat de lange uitrijhellingen die noodzakelijk waren door de diepte van de tunnel niet meer pasten in de plannen voor de heraanleg van De Leien. Ook wordt in het boek van Defossé beweerd dat deze tunnel nooit in gebruik is genomen vanwege het formaat dat niet aangepast was aan de recentere vrachtwagens en autobussen, maar die stelling wordt gecontesteerd. Bij de in 2019 opgeleverde heraanleg werd een nieuwe ondiepe tunnel gebouwd enkele meters hogerop, waarbij de oude tunnel afgewerkt werd als onderste verdieping van de in 2020 geopende ondergrondse parking.
- De tuibrug in Godsheide bij Hasselt over het Albertkanaal werd gebouwd als deel van een nooit aangelegde wegverbinding tussen Hasselt en Genk in de provincie Limburg. Deze was bedoeld voor een vierstrooksweg, maar werd decennialang enkel voor de helft gebruikt als lokale weg. In 2022 werd in het kader van de verhoging van de bruggen van het Albertkanaal de brug opgekrikt en heringedeeld, waarbij het volledige brugdek in gebruik genomen werd. Naast de lokale wegverbinding, werd erop ook fietssnelweg F701 en een ecopassage aangelegd.[5]

### Functioneerde lange tijd niet maar is uiteindelijk toch in gebruik genomen
Sommige projecten hebben lange tijd als GTI bekend gestaan, maar zijn uiteindelijk alsnog afgewerkt voor het oorspronkelijke doel en bewijzen daarbij hun oorspronkelijk bedoelde nut. In feite zijn deze dus geen GTI meer.
- Het grootste deel van de Antwerpse premetro. Op enkele tunnelverbindingen na die direct na de bouw in gebruik genomen werden, hebben grote delen van het tunnelnetwerk tientallen jaren bekend gestaan als GTI. Uiteindelijk werden veel van deze tunnels alsnog in gebruik genomen, en vormen ze daarbij een belangrijk onderdeel van het Antwerpse openbaar vervoernet.
  - In 1996 werd de premetrotunnel onder de Handelsstraat richting Sportpaleis in gebruik genomen door tram 3, nadat in 1989 na de afwerking van de ruwbouw de premetrowerken stilgelegd waren.
  - In 2006 werd een kleine 400 meter premetrotunnel met een nieuwe uitgang in gebruik genomen voor de nieuwe tramlijn 5.
  - In 2015 werd 3,1 km van de oostelijke tunnel onder de Turnhoutsebaan in gebruik genomen voor tram 8, waarbij echter meerdere stations ongeopend bleven.
  - In 2017 werd nog eens 500 meter in gebruik genomen voor een bijkomende uitgang voor tram 10, eveneens zonder het bijhorende station te openen.
- De in 1977 gebouwde brug bij Oostham in de N73 bij Ham over het Albertkanaal werd aanvankelijk niet in gebruik genomen. Pas in 2018 werd de brug daadwerkelijk gebruikt voor zijn oorspronkelijke doel.[6]

### Functioneerde niet en is uiteindelijk afgebroken
- Sint-Pieterziekenhuis Leuven: Het Leuvens OCMW kreeg in 1975 toestemming om een nieuwe vleugel met 622 bedden te bouwen voor het Sint-Pieterziekenhuis. De ruwbouw werd in 1983 opgeleverd, doch de afwerking, uitgezonderd de benedenverdieping, werd nooit voltooid ingevolge een wijziging in het ziekenhuisbeleid van de overheid. Aangezien het gebouw niet geschikt was voor andere doeleinden, stond het leeg tot de sloop in 2021. Samen met de afbraak van het naburige Sint-Rafaëlziekenhuis maakt het plaats voor het stadsvernieuwingsproject Hertogensite.
- Euroshopping Mechelen: Een winkelcentrum in het stadscentrum, met een parkeertoren, winkels, een stadsfeestzaal en horecagelegenheden. Gebouwd in de jaren zestig, en nooit geslaagd. De winkels hebben bijna altijd leeggestaan, de parkeertoren was ondanks een renovatie in 2000 in uiterst slechte staat en de stadsfeestzaal werd slechts mondjesmaat gebruikt. Het gebouw is ondertussen gesloopt en er werd een woonproject gebouwd, genaamd Clarenhof.
- Een groot deel van het 2,7 km lange Doeldok op de linkeroever van de haven van Antwerpen werd nooit gebruikt omdat de kademuren schuin aangelegd waren. Dit was zo gebouwd omdat men van plan was het dok uitsluitend voor overslag van petrochemie via pijpleidingen te gebruiken. De kademuren rechtzetten om het dok ook geschikt te maken voor andere activiteiten kostte meer dan een nieuw dok graven, dus is voor het laatste gekozen. Het Deurganckdok is er gekomen in plaats van het Doeldok, dat nu voor een groot stuk dichtgestort wordt en een industrieterrein zal vormen. De eerste 1,3 km blijft in gebruik zoals gepland.
- De Spookbruggen van Varsenare: Tussen Varsenare en Jabbeke, in de buurt van het kanaal van Brugge naar Oostende, stonden twee bruggen in ruwbouw in een weiland. Een leidde over een spoorbaan, de ander over een weg die eveneens nooit gebouwd is. Ze zijn aangelegd in 1976 en 1977. Over de bruggen zou de A17 (E403) Kortrijk – Zeebrugge komen (2×2 rijstroken). De vrijstaande brug zou dienen om een op- en afrittencomplex mogelijk te maken, met lokale weg naar Brugge. De kostprijs was destijds 110 miljoen Belgische frank. Het agentschap Wegen en Verkeer van de Vlaamse overheid inspecteerde de brugconstructies om de drie jaar met het oog op de veiligheid en het onderhoud (de veiligheid van het treinverkeer en de sporadische en illegale betreders van de bruggen moest gegarandeerd blijven). Omdat dit onderhoud te duur is voor een nutteloze constructie is in het najaar van 2011 de afbraak begonnen. Op 17 oktober 2011 ging de vrijstaande brug tegen de vlakte, de spoorwegtunnel volgde op 21 januari 2012. (positie)[7]

## Nederlandse GTI's

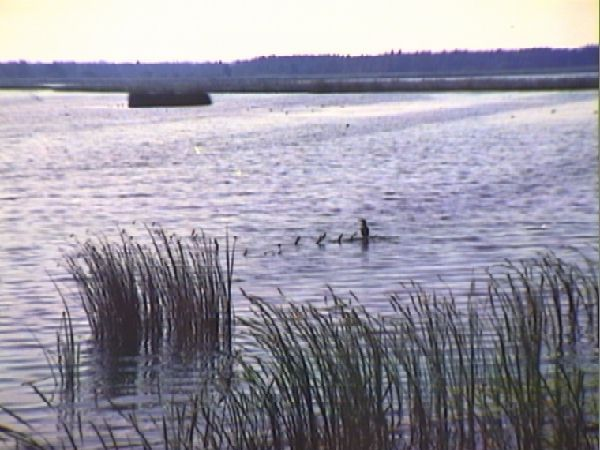
Het ingepolderde maar weer volgelopen Naardermeer is nu een natuurgebied

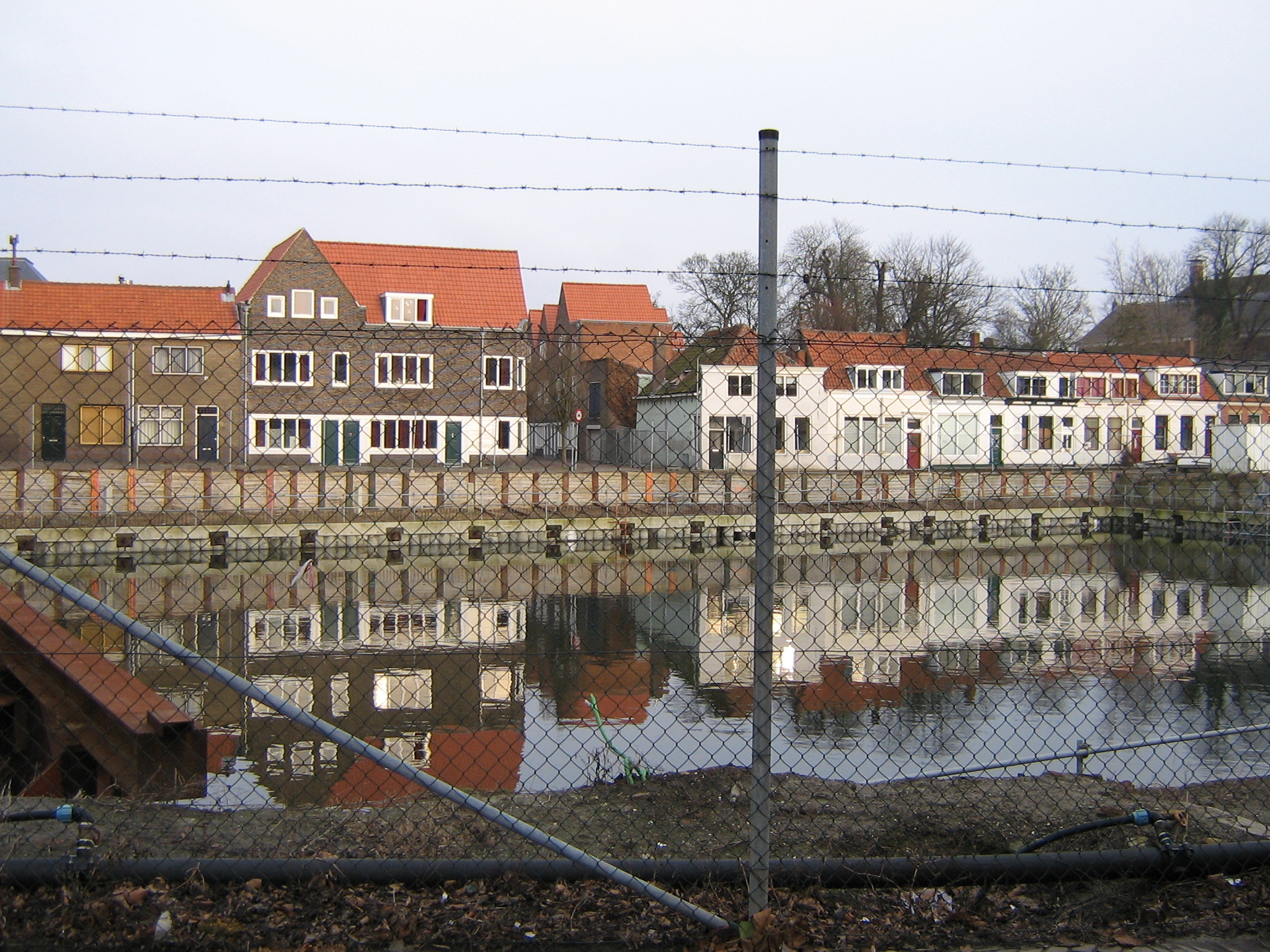
Fundering van een theater in Middelburg dat door een technisch gebrek niet kon worden voltooid

### Waterwerken
- In de polder Arkemheen in het buitengebied van Nijkerk zijn restanten te zien van delen van een kanaal dat Karel van Gelre in de 16e eeuw liet graven.
- De Fossa Eugeniana is een 17e-eeuwse GTI. De Spanjaarden begonnen dit kanaal tussen de Maas en de Rijn te graven in 1626 om de Maas- en Rijnhandel om te leiden naar Antwerpen. Het kanaal is nooit afgemaakt maar grote delen zijn wel gegraven en in het landschap nog goed te herkennen. Het was 25 meter breed en 45 km lang.
- Na Oostelijk Flevoland zou het zuidwestelijk deel van het IJsselmeer (Markermeer) worden ingepolderd. Begonnen werd met de aanleg van de Houtribdijk, Oostvaardersdijk en het Oostvaardersdiep. De inpoldering werd echter afgeblazen. De Houtribdijk is alleen in gebruik als N307 (tot 2018: N302), de Oostvaardersdijk is omgekeerd in gebruik en beschermt nu Zuidelijk Flevoland en op de plek van het Oostvaardersdiep liggen nu de Oostvaardersplassen.
- In de jaren zeventig van de 20e eeuw werd voor 20 miljoen gulden op de Punt van Reide een sluizencomplex aangelegd, dat water zou ontvangen van het aan te leggen buitendijkse Dollardkanaal. Wegens milieubezwaren is het kanaal nooit aangelegd. De sluis is weer afgebroken en de sluisdeuren zijn hergebruikt voor de sluizen bij Nieuwe Statenzijl.[8]
- In 1826 werd er begonnen met het graven van het Goudriaankanaal door Waterland tussen Durgerdam en Marken. De werkzaamheden werden in 1828 gestaakt vanwege de hoge kosten. De loop van het kanaal is nog herkenbaar tussen Durgerdam en het Uitdammer Die. Het deel van het tracé op Marken is ook nog zichtbaar, het was al bevaarbaar toen de werkzaamheden werden gestaakt.

### Spoor, tram, metro en snelwegen

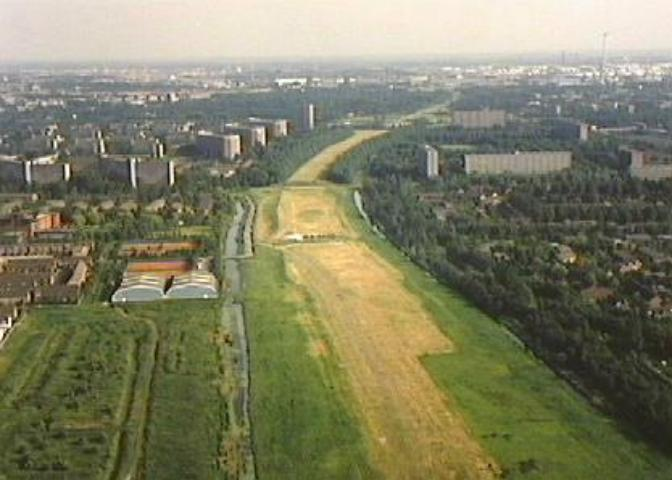
De grondwerken voor de A4 lagen er 50 jaar, daarna afgegraven voor verdiepte A4. (die inmiddels voltooid is)

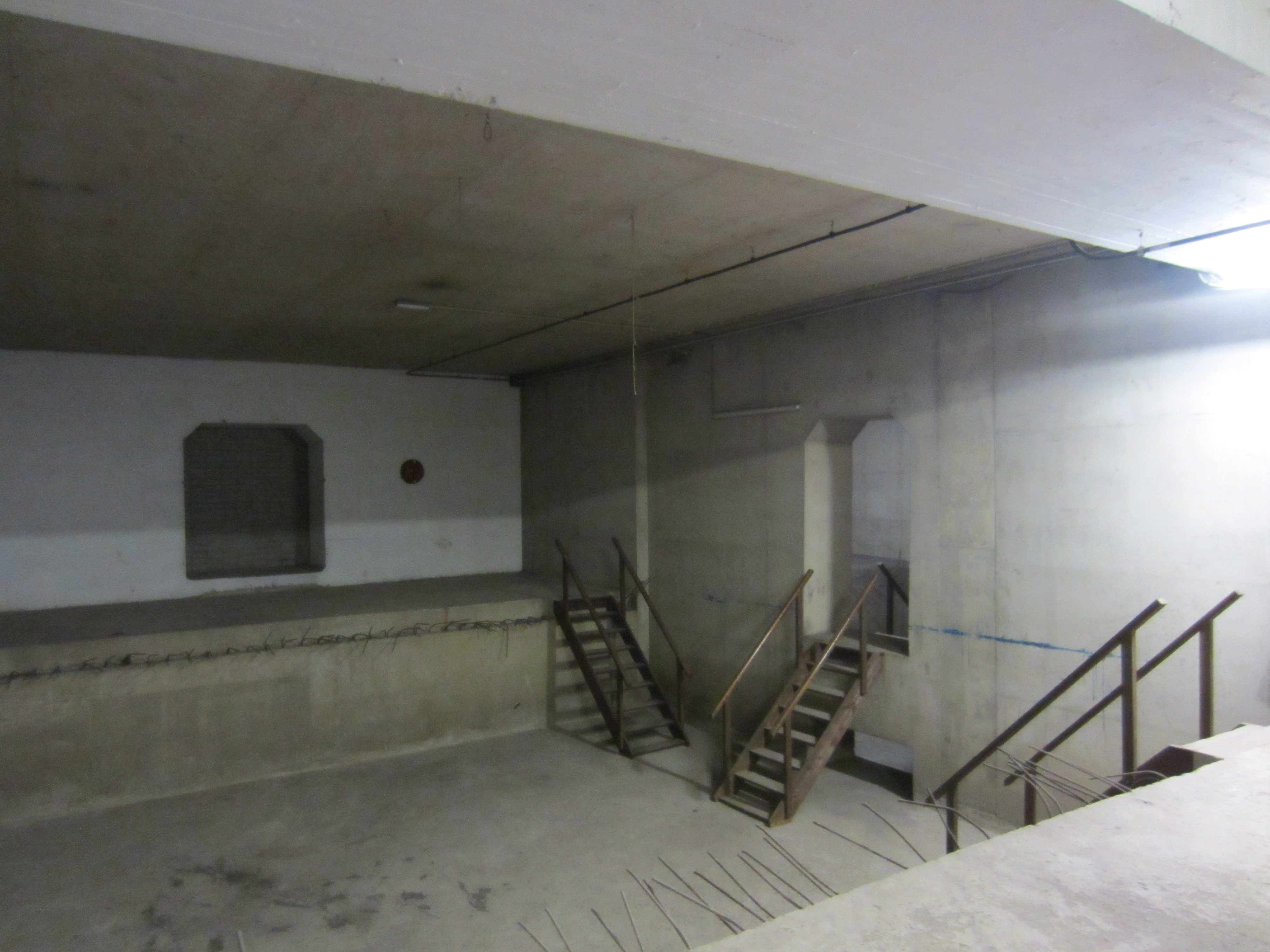
Het ongebruikte tunnelsegment onder het Amsterdamse metrostation Weesperplein, bestemd voor een niet gebouwde Oost-Westmetrolijn

- Vanaf station Amsterdam Centraal loopt een nooit gebruikte tunnel in oostelijke richting, gebouwd voor een metrolijn naar IJburg. Omdat op IJburg minder woningen worden gebouwd dan was gepland, is gekozen voor een bovengrondse tramverbinding (de IJtram) die geen gebruik maakt van deze tunnel.
- In Amsterdam bevindt zich onder het metrostation Weesperplein nog een gedeeltelijk metrostation in ruwbouw voor de nooit gebouwde Oost-Westmetrolijn (Gaasperplas – Geuzenveld via Sarphatistraat en Weteringschans). Tijdens de Koude Oorlog was dit gedeelte van het station ingericht als atoomschuilkelder.
- In Amsterdam werd in 1985 een krediet gegeven voor de aanleg van een vrije tram (en busbaan) in de Haarlemmerhouttuinen tussen de Droogbak en het Haarlemmerplein. Omdat over de lijnvoering nog geen beslissing was genomen, werd de trambaan nog niet van bovenleiding voorzien en aangesloten op het tramnet. Na 40 jaar is de trambaan nog steeds niet in gebruik en door het intensief gebruik door busverkeer versleten en niet meer bruikbaar zonder hem te vernieuwen.
- In Lelystad is behalve Station Lelystad Centrum ook een station Lelystad Zuid aangelegd in ruwbouw. Lelystad heeft zich veel minder snel ontwikkeld dan gedacht. Hierdoor ligt het nooit afgebouwde station nog altijd een eind buiten de stad. Toekomstige uitbreiding van Lelystad zal er mogelijk voor zorgen dat het station alsnog gebruikt kan worden en er aanlegkosten bespaard worden, maar het is onduidelijk of dit ooit gaat gebeuren. Wel zijn inmiddels uit veiligheidsoverwegingen de trap en de hellingbaan naar het perron gesloopt.
- In Rotterdam ligt onder station Lombardijen de ruwbouw van een metrostation bedoeld voor de nooit aangelegde metrolijn naar Ridderkerk. In de liftschachten van het station is te zien dat er nog een verdieping onder de hal ligt.
- De Tramlijn Maastricht-Vaals is slechts 13 jaar in gebruik geweest, van 1925 tot 1938. Oorspronkelijk begroot op circa 1,5 miljoen gulden, kostte dit prestigeproject uiteindelijk 5 miljoen gulden, destijds een astronomisch bedrag. Het 28 km lange traject moest het platteland van Zuid-Limburg beter met de hoofdstad Maastricht verbinden. De oorzaak voor de tegenvallende resultaten was de economische crisis van de jaren dertig. Aan de geringe populariteit droeg ook bij dat de stoomtram wegens de opkomst van modernere vervoermiddelen al bij de introductie als ouderwets werd ervaren. De vrachtauto en particuliere autobusdiensten op dezelfde route waren grote concurrenten. De stoomtram was bovendien duur in het gebruik. Voor de LTM vormde het jaarlijkse verlies van 500.000 gulden uiteindelijk een te zware belasting.
- De grondwerken van de A4 Midden-Delfland. In afwachting van een verhoogd gelegen A4 door Midden-Delfland, hebben er zo'n 50 jaar lang grondwerken gelegen. Omdat de A4 uiteindelijk verdiept werd aangelegd, moesten de grondwerken alsnog weggegraven worden. In december 2015 is dit stuk A4 opgeleverd en in gebruik genomen.
- Ook de grondwerken van de geplande A3 die in de jaren zeventig zijn aangelegd tussen Amsterdam en Uithoorn hebben jaren ongebruikt gelegen. De plannen voor de rijksweg zijn afgeblazen. Voor de aansluiting van de A3 op de A10 was een turbineknooppunt als knooppunt Watergraafsmeer gepland; voor de aansluiting van de A3 op de A9 (destijds Rijksweg 6) een knooppunt van het type vlinderdas. Naderhand zijn delen van de taluds afgegraven en werd op het tracé onder andere woningbouw gepleegd. Het tracé is nog deels herkenbaar als lijnen in het landschap, zoals stratenpatronen.
- Tussen Drunen en Nieuwkuijk zijn bij de aansluiting van de N267 op de A59 twee viaducten gebouwd over de toenmalige spoorlijn. Deze waren bedoeld voor een snelweg in zuidelijke richting, maar deze snelweg is er nooit gekomen. Tijdens het bestaan van het pretpark Het Land van Ooit lagen de viaducten op het parkeerterrein van het pretpark. Na het faillissement van het park is er een weg (Spoorlaan) aangelegd op het voormalige spoortraject tussen Drunen en Nieuwkuijk. In 2013 zijn beide viaducten alsnog in gebruik genomen als onderdeel van een nieuwe aansluiting van de Spoorlaan op de A59 en N267.
- Aansluiting van de A348 op de N317/N348 bij Dieren. De A48 (nu A348) was een oorspronkelijk geplande autosnelweg vanuit Arnhem richting Groningen. Alleen het gedeelte Velperbroek – Dieren is als zodanig uitgevoerd. Tussen Dieren en Raalte was een geheel nieuw tracé voorzien. Deze plannen zijn eind jaren tachtig van de 20e eeuw definitief afgeblazen. De grondwerken voor het doortrekken van de snelweg liggen er deels nog wel, net zoals de autoweg langs Brummen.
- De Bathse brug, die in 1972 is aangelegd over het Kreekrak is breed genoeg voor een vierstrooks autoweg. De Bathseweg, waarvan de brug deel uitmaakt, is echter een smalle polderweg met weinig verkeer. De brug is ooit gebouwd vooruitlopend op het idee dat er een industriegebied zou worden aangelegd in het Verdronken Land van Zuid-Beveland. Het plan, dat het Reimerswaalplan heette, is nooit uitgevoerd.
- Bij de aanleg van de Gaasperdammerweg (autosnelweg A9) rond 1980 in Amsterdam-Zuidoost, zijn er taluds en viaducten in ruwbouw aangelegd naast en over het fietspad Abcouderpad voor op- en afritten van en naar de Meerkerkdreef en de Huntumdreef. Deze op- en afritten zijn nooit afgebouwd. De viaducten en taluds zijn gesloopt en afgegraven tijdens de aanleg van de Gaasperdammertunnel rond 2015.
- De Zuiderzeespoorweg is een plan van het eind van de 19e eeuw, van een niet gerealiseerde rechtstreekse spoorverbinding van 57 kilometer lengte van Anna Paulowna naar Harlingen over de Amsteldiepdijk en Afsluitdijk. In het landschap zijn gereserveerde percelen nog deels of geheel te herkennen.
- Brug 228P is een nooit gebruikte spoortunnel in Amsterdam-Zuid. Het is het enige stukje gerealiseerde infrastructuur van het beoogde traject Schiphol – Station Amsterdam Museumplein.
- Anton Mussert, sinds 1927 de hoofdingenieur van de Provinciale Waterstaat, bedenkt en ontwikkelt in de jaren 30 een aantal verkeersplannen waarin heel Nederland door autowegen moet worden verbonden. Een van zijn plannen omvat een rondweg rond Leiden. Een onderdeel daarvan is de verbinding tussen de toenmalige wegen 4A (Ypenburg-Amsterdam) en rijksweg 44 (Den Haag-Amsterdam). In die tijd loopt de verbinding nog door Leiden. Zowel in het huidige Zuid-West als in het Morskwartier worden al voor de oorlog voorzieningen voor die verbinding getroffen en een daarvan is een viaduct in een weiland aan de rand van de stad. Verdere uitvoering van de plannen wordt verhinderd door het uitbreken van de tweede wereldoorlog. Het enige dat uiteindelijk overblijft is het desbetreffende viaduct (Haagse Schouwweg), omgebouwd tot sportcomplex.[bron?]

### Gebouwen

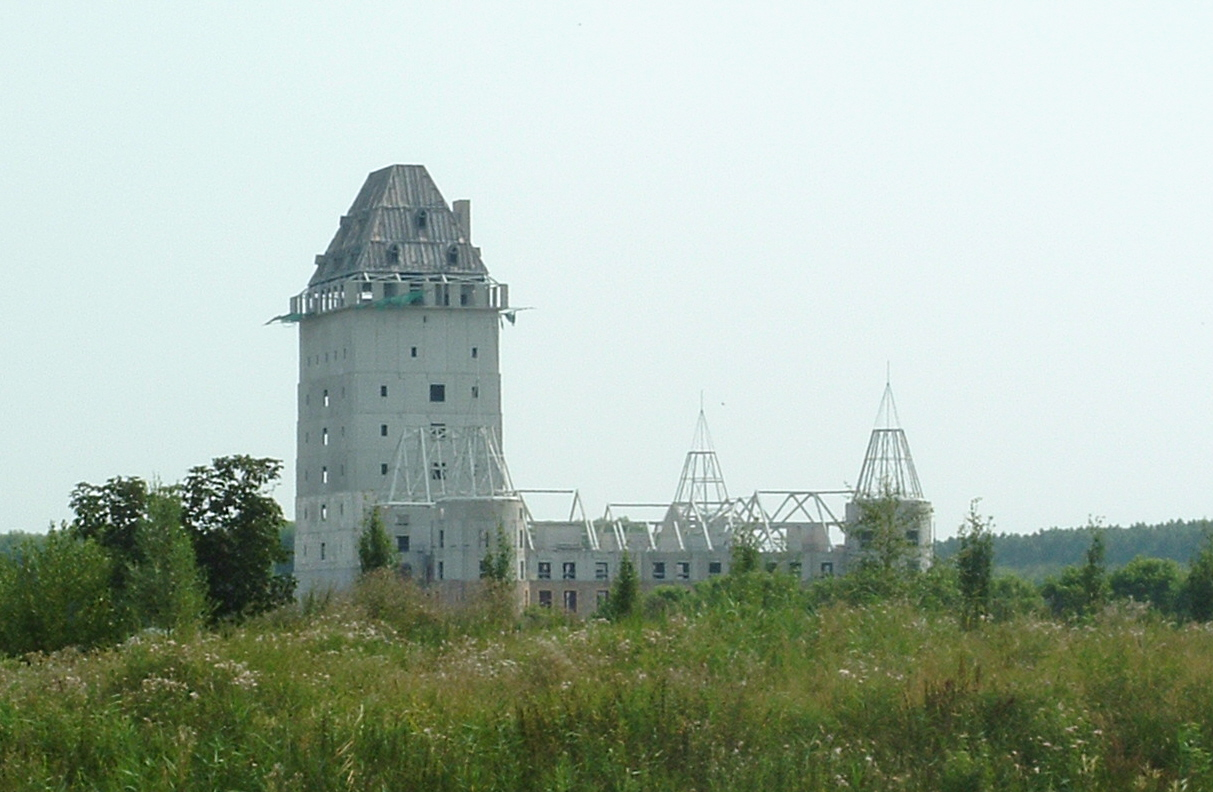
Kasteel Almere staat er sinds 2002 onafgebouwd bij

- Kasteel Almere is een modern kasteel in de buurt van Almere. De bouw begon in 2000, maar werd vanwege financiële problemen in 2002 stilgelegd. In 2005 is het project opgekocht door Gravin BV met de intentie het project af te maken. Een door Gravin BV ingediend plan om op het terrein ook 500 woningen te bouwen is in januari 2008 door de gemeente Almere afgekeurd. Sinds 2013 zijn er plannen om in en rond het kasteel een attractiepark met de naam WitchWorld te bouwen. Inmiddels gaat dat plan ook niet meer door en ligt het gebouw er nog altijd verlaten bij.[9][10]
- Scheringa Museum voor Realisme te Opmeer. In 2004 kreeg de architect Herman Zeinstra uit Amsterdam de uitnodiging een nieuw museumgebouw te ontwerpen. De kunstcollectie van Dirk Scheringa was tot dan toe ondergebracht in een voormalige huishoudschool. De opdracht was een overzichtelijk, natuurlijk gebouw te maken dat een geheel zou vormen met de kunst en de tuin. Het nieuwe museum zou begin 2010 worden opgeleverd. Zover kwam het echter niet door het faillissement van Scheringa’s zakenimperium. Op 16 oktober 2009 werd de bouw door de aannemer stilgelegd, omdat de opdrachtgever, DSB Stadion BV, niet meer aan de betalingsverplichtingen kon voldoen. Het gebouw was toen voor 80% voltooid en staat sindsdien leeg.
- De terminal van Lelystad Airport is aangepast om de nieuwe luchthaven voor vakantievluchten te worden. Ook is de startbaan hiervoor verlengd. Alle aanpassingen samen hebben naar schatting zo'n 200 miljoen euro gekost. De opening voor de commerciële luchtvaart vindt een nieuw gekozen Tweede Kamer in meerderheid onverantwoord vanwege onder meer de gevolgen voor klimaatverandering, de gezondheid van omwonenden en de stikstofruimte die door het vliegveld wordt ingenomen. Op 30 januari 2024 is hierover gestemd.[11][12]

### Mijnbouw
De Staatsmijn Beatrix was de laatste Nederlandse steenkolenmijn die gebouwd werd, maar nooit in gebruik is genomen.

## Overige Europese landen

### Duitsland

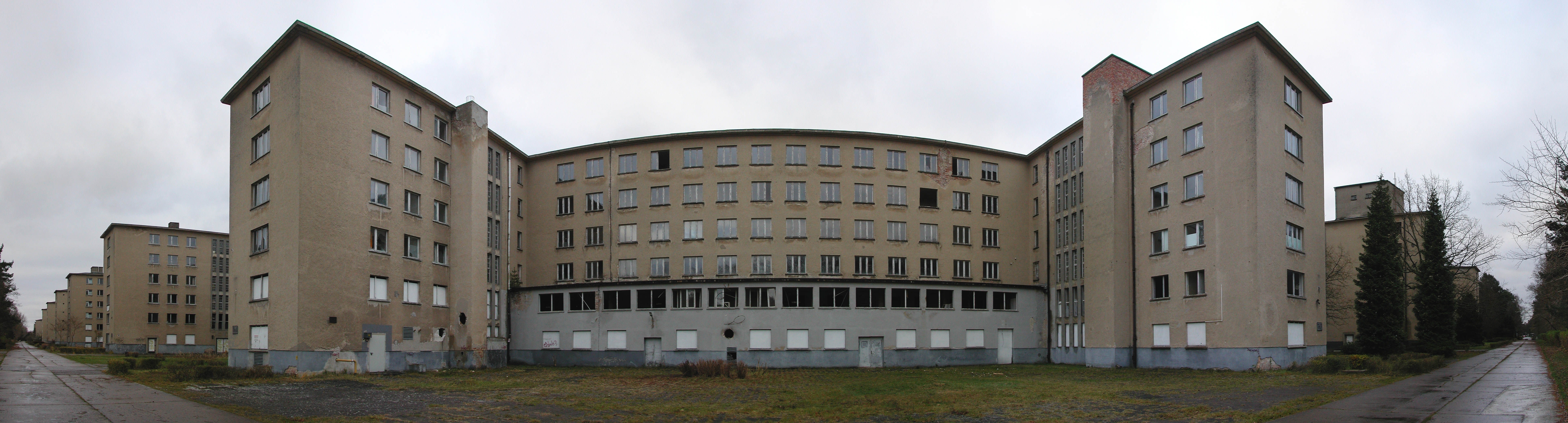
Het immense badhotel Prora

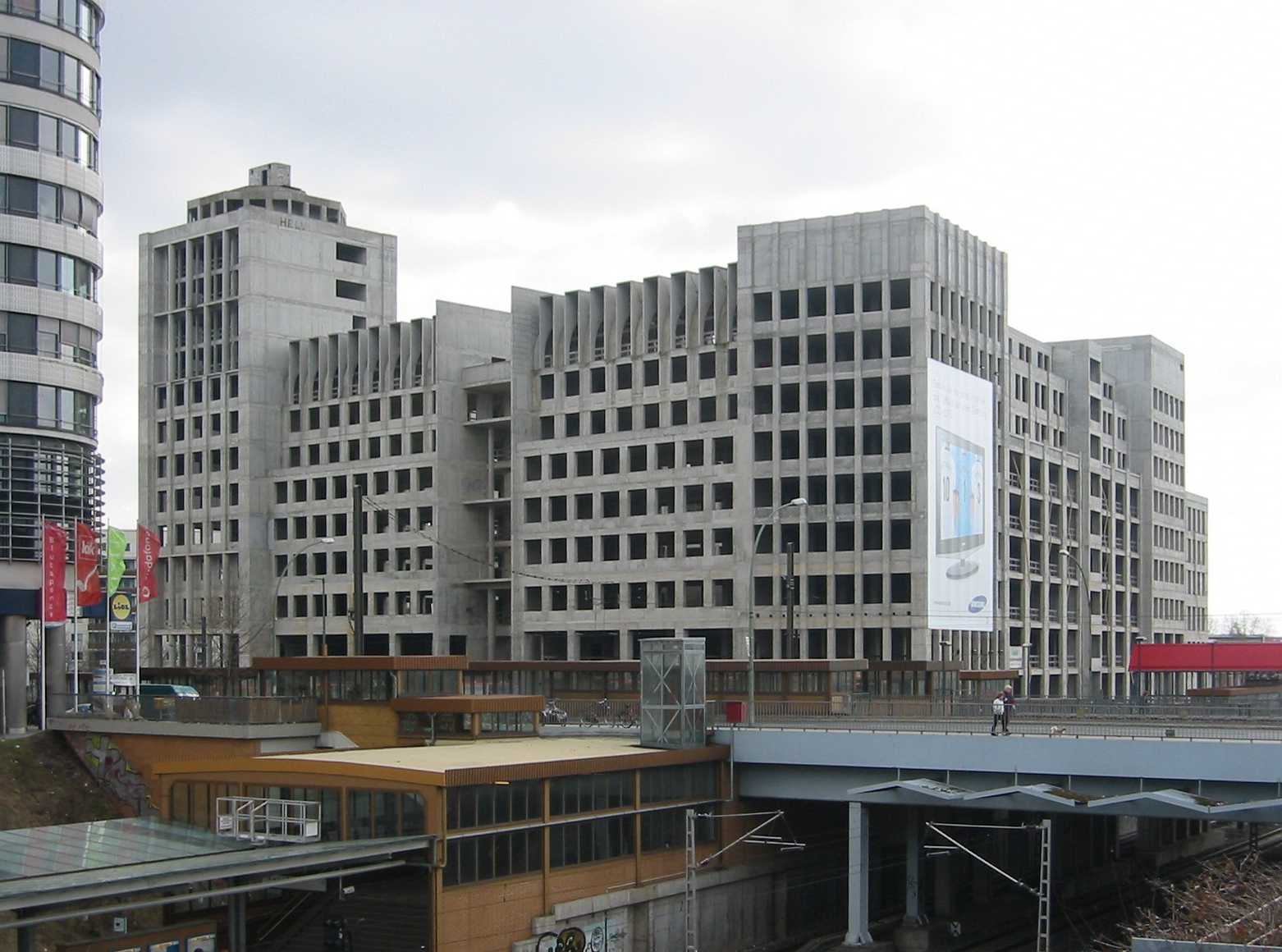
Landsberger Arkaden in Berlijn

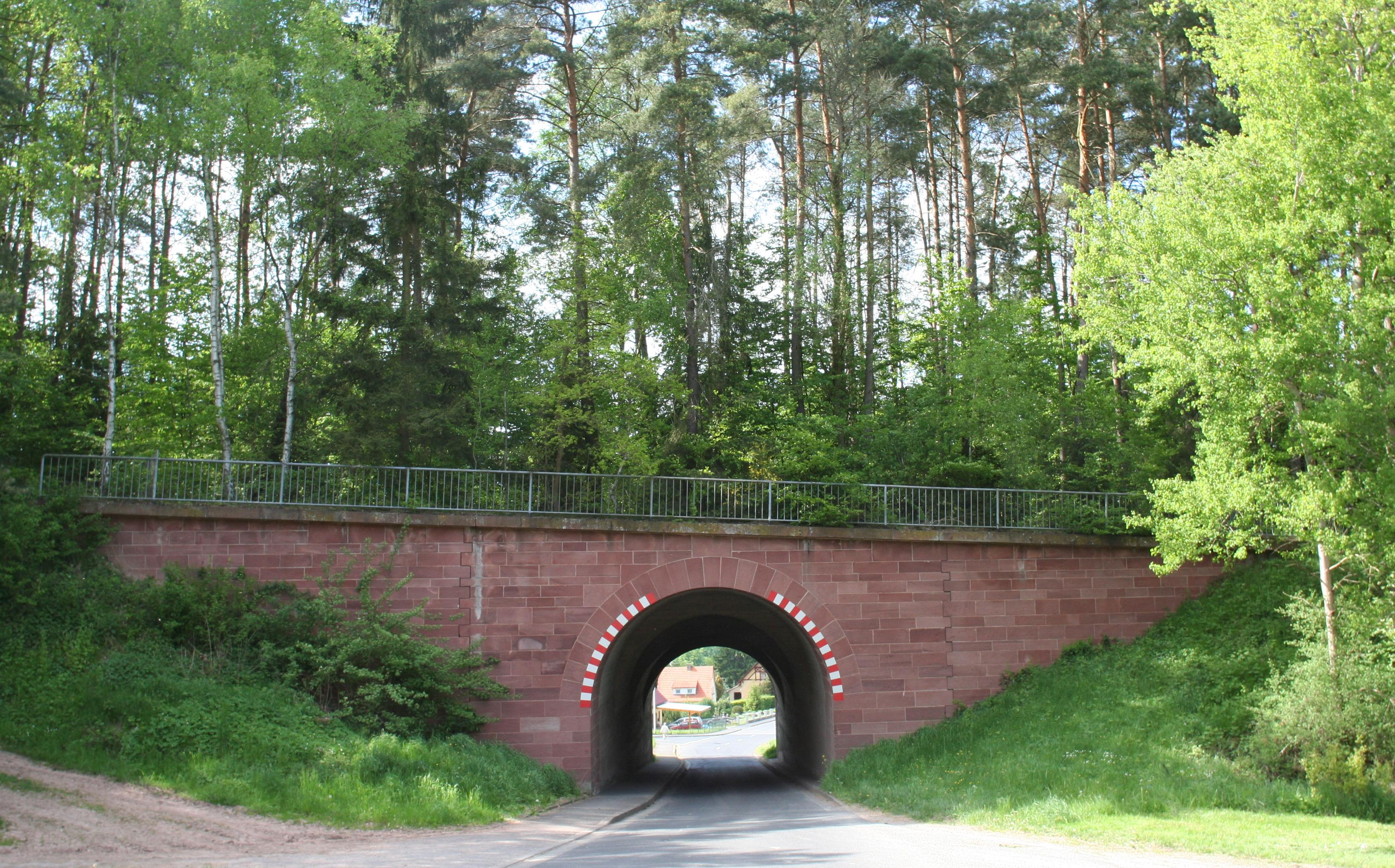
Duitsland: Tunnel uit 1937 onder het niet voltooide Autobahn-gedeelte bij Fulda

- KdF-Seebad Rügen, in 1936 begon op het eiland Rügen de bouw van een badhotel voor twintigduizend gasten, dat zou worden beheerd door de nazi-organisatie Kraft durch Freude. Toen de Tweede Wereldoorlog uitbrak werd de bouw gestaakt. Het hotel, KdF-Seebad Rügen geheten, maar meestal kortweg "Prora" genoemd, is nooit afgebouwd en is nimmer gebruikt voor het doel waarvoor het was ontworpen. Tegenwoordig is Prora deels hersteld en een combinatie van appartementen en een hotel.
- Landsberger Arkaden, in 1996 werd de grondsteen voor de Landsberger Arkaden gelegd, het op een na grootste winkelcentrum in Duitsland. Het ontwerp is van de sterarchitect Aldo Rossi. Het gekozen gebied ligt ver van het centrum in het oosten van Berlijn waar de koopkracht gering is, de werkloosheid hoog en de detailhandel in de rode cijfers zit. Resultaat: een ruwbouw, investeerders (IKEA) die zich terugtrokken, € 15 miljoen schade voor de stad Berlijn en een tien jaar durende zoektocht naar nieuwe investeerders. In juni 2007 werd er weer gebouwd aan de Landsberger Arkaden: een Weense projectontwikkelaar bouwde voor 50 miljoen euro de ruïne om tot een viersterrenhotel met 550 kamers. Het hotel opende in 2009 zijn deuren.
- Kalkar, een kerncentrale met een kweekreactor, de Kweekreactor Kalkar, die in een samenwerkingsverband tussen Duitsland, België en Nederland is gebouwd. De centrale werd in 1985 opgeleverd en was klaar om in bedrijf te worden genomen, maar door de aanhoudende protesten en de ook steeds alarmerender veiligheidsrapporten is dat nooit gebeurd. Het project kostte € 3,5 miljard. In 1995 heeft Hennie van der Most de centrale voor maar € 2,5 miljoen gekocht en als hotel en pretpark (Kernwasser Wunderland, tegenwoordig Wunderland Kalkar) ingericht. (Positie)
- Kerncentrale Stendal, een nooit afgebouwde kerncentrale in Stendal. In 1982 begon de bouw van een kerncentrale door de toenmalige Duitse Democratische Republiek. Na de Duitse hereniging in 1991 werd de bouw stilgelegd. Twee reactorblokken waren toen al half afgebouwd en staan nog steeds te wachten op een nieuwe bestemming. De koeltorens zijn inmiddels afgebroken. (Positie)
- Autobahngedeelte 46, een 70 kilometer lang onafgebouwd stuk autobahn tussen Fulda en Würzburg, parallel aan de huidige Bundesautobahn 7. De bouw begon in 1937 maar moest vanwege het uitbreken van de Tweede Wereldoorlog in 1939 gestaakt worden. Na afloop van de oorlog is er voor een ander tracé gekozen vanwege technische reden en omdat er door de opdeling van Duitsland vanwege de Koude Oorlog minder behoefte was aan een snelweg in deze regio. Delen van de weg zijn vandaag de dag nog in het landschap terug te vinden en vanuit de lucht is het tracé nog duidelijk zichtbaar. De meeste bouwsels genieten inmiddels bescherming als monument.
- Een brug die volledig af is maar geen enkele functie heeft wordt in Duitsland Soda-Brücke genoemd. De brug ligt er 'gewoon', op z'n Duits So da. Bekende exemplaren:
  - Soda-Brücke over de Dortmunder Straße in Castrop-Rauxel Duitsland. In het Ruhrgebied was eind jaren zeventig een plan om een snelweg tussen Bochum en Dortmund aan te leggen. Een deel ervan is aangelegd en in gebruik genomen, de rest is nooit afgebouwd. Alleen de brug ligt er nog. (Positie.)
  - Soda-Brücke bij Euskirchen. In de jaren zeventig was de planning om Bundesautobahn 562 door te trekken. Daarvoor is er aan de Bundesautobahn 1 bij Euskirchen een brug gebouwd. Later is besloten om de weg niet aan te leggen. Nu ligt de brug midden in de weilanden. Op 15 juni 2001 presenteerde de Keulse rockband BAP daar haar album „Aff un zo“ met op de voorkant een foto van de brug. De brug is ook bekend als de dode brug van Euskirchen. (Positie)
- Station Angerbogen in Duisburg. Van 1969-1977 werd vier kilometer van de huidige stadtbahn U79 in het zuidelijke deel van Duisburg omgebouwd tot stadtbahnnormen. Dit gebeurde door het deel via een viaduct te leiden inclusief enkele verhoogde stations. Het station Angerbogen dat in 1974 werd voltooid werd nooit in gebruik genomen en de U79 rijdt er zonder te stoppen doorheen.

### Oekraïne

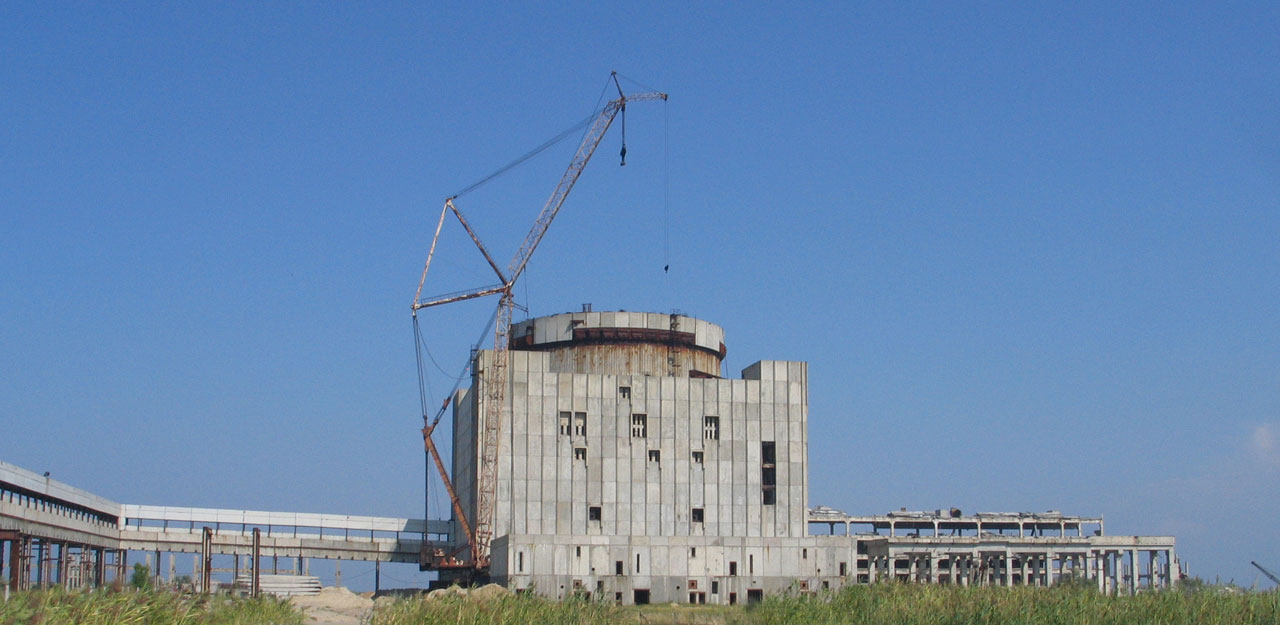
Ruïne van Kerncentrale Krim

- Kerncentrale Krim is een nooit afgebouwde kerncentrale in Oekraïne op het schiereiland Krim. De bouw is begonnen in 1976. Bij een controle bleek het gebouw op een geologisch instabiele locatie te staan. De bouw werd daarop stilgelegd. Na het uiteenvallen van de Sovjet-Unie was er geen geld meer om het project af te maken. De ruïne is nu een geliefde plek voor fotografen en kunstenaars. (Positie)

### Oostenrijk
- Kerncentrale Zwentendorf is Oostenrijks bekendste grote nutteloze bouwwerk. Kerncentrale Zwentendorf ligt nabij het dorp Zwentendorf an der Donau en is volledig afgebouwd maar vanwege een negatief referendum nooit in gebruik genomen.

### Roemenië
- Nationale Bibliotheek te Boekarest: met de bouw werd begonnen eind jaren tachtig tot aan de val van het regime Ceauşescu. Nadien lag het er 20 jaar lang onafgewerkt en verkommerd bij. Sinds 2009 doet men een poging het gebouw te restaureren en er een cultureel centrum van te maken. Zo'n 400 meter oostwaarts ligt de fundering van wat oorspronkelijk het cultureel centrum moest worden. Het is echter enkel bij fundering gebleven. (positie)

### Spanje
- Kerncentrale Lemoniz te Lemoniz (Baskenland), bijna volledig afgebouwd maar nooit in gebruik genomen. (positie)
- Kerncentrale Valdecaballeros te Valdecaballeros (Extremadura), reactor 1 is voor 70% en reactor 2 voor 60% afgebouwd, maar project is stilgezet en nooit meer opgepakt.
- Pont del Diable in Cardona (Catalonië), een van de oudste grote nutteloze werken uit de geschiedenis
- Luchthaven Castellón-Costa Azahar, nabij Castellón de la Plana (regio Valencia) is een in maart 2011 geopend, maar niet gebruikt vliegveld. Geen vliegmaatschappij is geïnteresseerd om er te landen en Spaanse luchtvaartautoriteit Aena geeft daar ook geen toestemming voor.[13]

### Tsjechië
- Borovskobrug, nabij Borovsko. De start in 1938 was nog in Tsjecho-Slowakije, maar werd door zowel nazi-Duitsland als de Sovjet-Unie voortgezet, maar nooit afgemaakt. De brug is van gewapend beton en bestaat uit twee delen met elk ruimte voor twee rijbanen. In de jaren 1970 is de brug gedeeltelijk onder water komen te staan door de bouw van een dam om een waterreservoir voor Praag aan te kunnen leggen. Delen van de brug liggen onder water en een groot deel van het wegdek ligt nog boven het water. De nabijgelegen Sedmpanskýbrug ligt geheel onder water.

## Buiten Europa

#### Cuba
- Kerncentrale Juragua bij Cienfuegos. De bouw startte in 1983 met steun uit de Sovjet-Unie en zou 2 VVER-440 V318-reactoren moeten krijgen. Met de val van de Sovjet-Unie verdween de financiële steun. In 1992 werd de bouw, die volgens Castro al 1,1 miljard dollar had gekost, daarom stopgezet. Latere pogingen om de bouw weer op gang te krijgen liepen stuk op een gebrek aan geld. In 2000 werd het project definitief afgeblazen.

#### China
- Nieuw Ordos: Een stad in Binnen-Mongolië vlak bij Ordos. Er woont vrijwel niemand.[14][15] Sinds 2012 is de bewoning van de stad flink toegenomen en in 2017 telde de stad 153.000 inwoners, en kan de stad eigenlijk geen spookstad meer genoemd worden.

#### Indonesië
- De Pakanbaroe-spoorweg op het eiland Sumatra is aangelegd door de Japanse bezetter tijdens de Tweede Wereldoorlog. De spoorweg werd gebouwd door Nederlandse, Britse, Australische en Amerikaanse krijgsgevangenen en Indonesische romoesja's. Op 15 augustus 1945 was de spoorweg klaar. Op dezelfde dag capituleerde Japan. Hierdoor werd de spoorweg nooit gebruikt voor het doel waar die voor was aangelegd. De enige trein die eroverheen heeft gereden, voerde de bevrijde krijgsgevangenen af. De spoorweg raakte daarna snel in verval en werd nooit meer gebruikt. Een van de redenen daarvoor was dat hij slecht gepland was, een andere dat hij her en der was gesaboteerd.
- De monorail van Jakarta werd gebouwd tussen 2004 en 2008, maar is na vele financiële en juridische teleurstellingen een halt toegeroepen. In 2011 is door de Jakartaanse gemeenteraad beslist dat de neergezette betonnen palen nooit meer gebruikt zullen worden voor de monorail.[16]

#### Noord-Korea

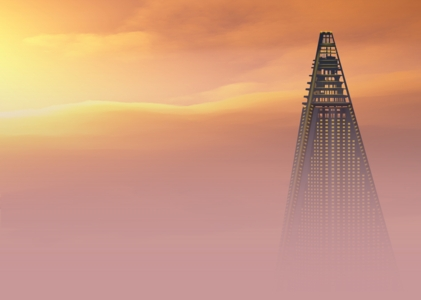
Noord-Korea: Het Ryugyonghotel in Pyongyang

- Het Ryugyonghotel in de Noord-Koreaanse hoofdstad Pyongyang. Dit hotel moest met 329 meter een van de hoogste gebouwen ter wereld worden. Het werk is echter wegens geldgebrek en ontwerp- en constructiefouten stilgelegd toen het hotel in ruwbouw gereed was. Het hotel is inmiddels afgebouwd door het Egyptisch/Nederlandse Orascom en wordt deels geëxploiteerd door een Zwitsers hotelbedrijf.

#### Rusland

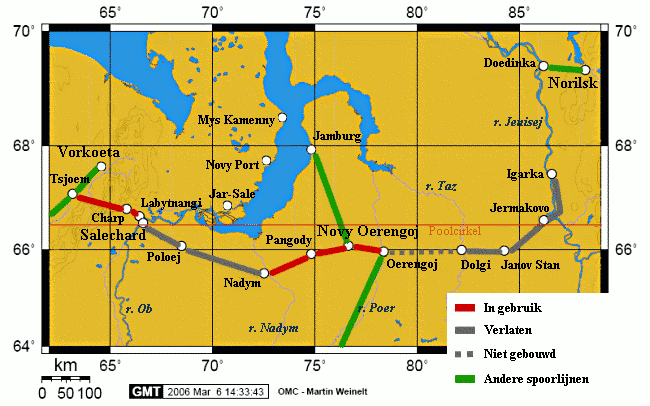
Rusland: Kaart van de Poolcirkelspoorlijn

- De aanleg van de Poolcirkelspoorlijn werd in 1947 door duizenden dwangarbeiders begonnen, in opdracht van Stalin. Het uiteindelijk doel was een spoorlijn van de Arctische Oeral naar de Beringstraat. Nadat een oorspronkelijk plan onzinnig bleek, werd een ander traject gekozen. Van de geplande bijna 1500 kilometer uit de eerste fase tussen Tsjoem en Igarka werd uiteindelijk ongeveer 58% aangelegd. Wegens de extreem hoge kosten werd het project na de dood van Stalin in 1953 afgebroken. Gedeelten bleven nog een tijd in gebruik. Momenteel zijn er plannen om delen van de lijn opnieuw aan te leggen voor de olie- en gaswinning.
- De omleiding van de noordwaartse loop van de grote Siberische rivieren was een verschillende malen opnieuw opgestart Sovjetproject in de jaren zestig, zeventig en tachtig om de zuidelijker gelegen Kaspische Zee en het Aralmeer aan te vullen met water, aangezien door massale landbouwprojecten in Centraal-Azië het waterpeil van beide waterbekkens snel daalde. Het graven van kanalen hiervoor moest door middel van atoomexplosies gebeuren. Vanwege de enorme kosten en de grote weerstand is, afgezien van een groot radioactief meer, het project nooit van de grond gekomen.
- Tv-toren van Jekaterinenburg in het centrum van deze stad. De bouw werd gestart in de jaren 1980 en het gebouw moest een hoogte van 361 meter bereiken. Sinds het begin van de jaren 1990 werd de bouw vanwege financiële tekorten gestaakt op 220 meter, en sindsdien vormde het een van Ruslands vele dolgostrojs. De toren werd gesloopt in maart 2018.[17]
- Huis van de Sovjets in Kaliningrad.
- KATEKINIIoegol in Krasnojarsk, een 104 meter hoog gebouw waarvan de bouw in de jaren tachtig werd gestaakt en waarbij waarschijnlijk constructiefouten zijn gemaakt. In 2011 is er een nieuwe eigenaar gevonden en werd het gebouw opgeknapt.
- Het Zenith International Business Center in Moskou, een zakencomplex met 100.000 m², is een van de grootste in Rusland. Rusland heeft nog altijd een schuld van ruim 200 miljoen aan Italië. Het complex dat sinds 1995 (voor 80-95% voltooid) staat te vervallen, ligt vlak bij metrostation Joego-Zapadnaja.

#### Suriname
- In het kader van het Kabaleboproject werd van 1976 tot 1980 de 72 kilometer lange Spoorlijn Bakhuisgebergte - Apoera aangelegd, van het inheemse dorp Apoera naar het Bakhuisgebergte waar bauxiet zou worden gewonnen. Het Kabaleboproject is stopgezet en de spoorweg is op wat incidentele ritten na nooit gebruikt.

#### Thailand

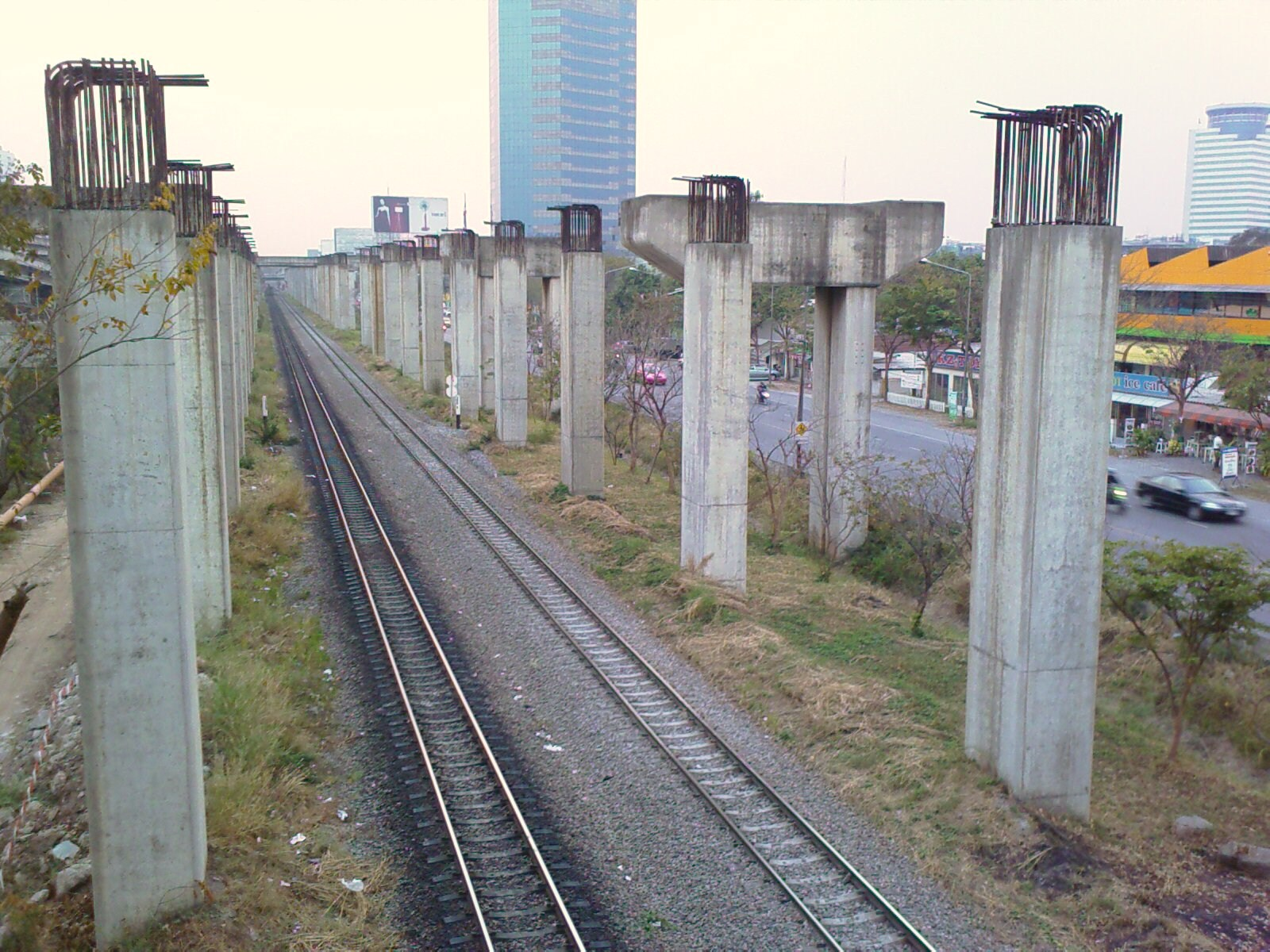
Thailand, pilaren van de onafgebouwde snelweg

- Bangkok Elevated Road and Train System (BERT), een nooit opgeleverde snelweg tussen de Thaise hoofdstad Bangkok en Luchthaven Don Muang. De bouw begon in 1990 en stopte in 1997 door een faillissement van de hoofdaannemer Hopewell Holdings, het project werd in 1998 definitief geschrapt.[18] Op dat moment was tussen de 10-13% van al het werk klaar. Gevolg is dat er meer dan duizend pilaren langs de geplande route staan. Door de Bangkok Post werd dit beschreven als de Thaise versie van Stonehenge.[19]

#### Nieuw-Zeeland

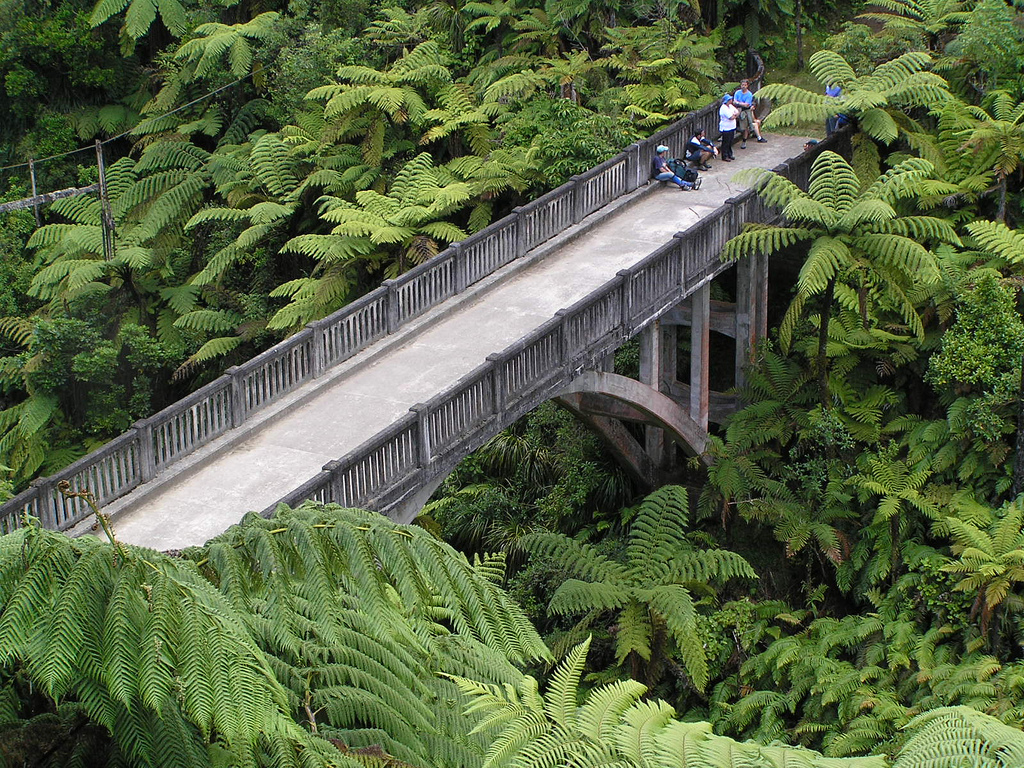
Nieuw-Zeeland, Bridge to Nowhere in Whanganui National Park

- De Bridge to Nowhere (Brug naar Nergens) is een betonnen brug over de rivier de Mangapurua, een zijarm van de Whanganui, in Nationaal park Whanganui op het Noordereiland (Nieuw-Zeeland). Er is geen weg die ernaartoe leidt. De brug is alleen te bereiken via het water of over een paadje door het bos. De brug is gebouwd over de diepe Mangapurua Gorge om toegang te verschaffen aan het land gelegen achter de brug. De overheid had het gebied in 1917 vrijgegeven voor pioniers, voornamelijk soldaten die terugkwamen uit de Eerste Wereldoorlog. Het was de bedoeling om de weg later te bouwen, maar omdat het gebied zover afgelegen lag en ongeschikt bleek voor landbouw, heeft men het gebied weer teruggegeven aan de natuur.

#### Zuid-Afrika
- Foreshore Freeway Bridge is een betonnen snelwegbrug en is ook bekend als de Unfinished Bridge. De bouw begon in de vroege jaren 1970 en werd in 1977 tijdelijk stilgelegd wegens budgettaire problemen. Maar door onduidelijke oorzaken is de bouw nooit afgerond en staan er twee delen van de brug onafgewerkt.

## Boeken
Over het onderwerp zijn enkele boeken geschreven:
- In 1990 publiceerde de RTBF-journalist Jean-Claude Defossé het boek Le Petit Guide des Grands Travaux Inutiles na een aantal van de GTI's al op bijzonder humoristische wijze te hebben voorgesteld in het tv-journaal van de RTBF. Naar analogie van de Michelinsterren kende hij de GTI's meer of minder houwelen toe naargelang van de waarde van hun nutteloosheid.
- In 1993 kwam de Belgische journalist Douglas De Coninck met het boek Blijvende blunders. De grote nutteloze werken.[20]
- In 1995 schreven Lex Veldhoen en Jan van den Ende Technische Mislukkingen.[21] In de 35 hoofdstukken van dit boek worden er negen aan GTI gewijd.
- In 2003 verscheen Technische Mislukkingen 2, ditmaal van Lex Veldhoen alleen. Onder andere de grote Russische waterwerken en de Haagse tramtunnel worden hierin behandeld.